# Stift St. Paul im Lavanttal

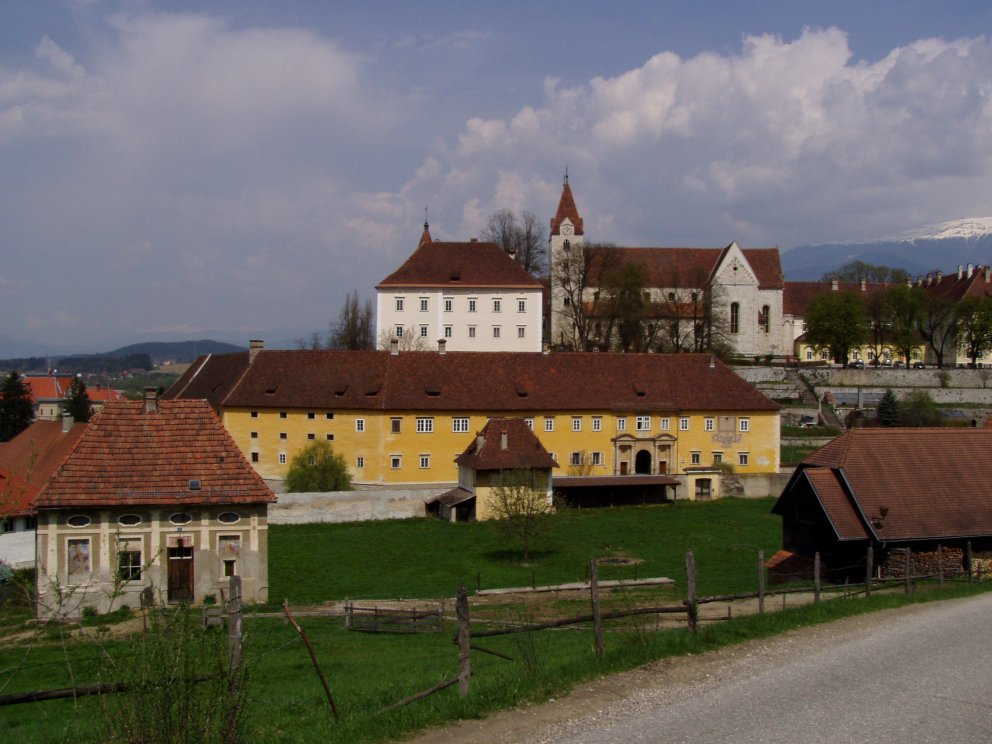
Ansicht von Süden. Im Vordergrund das „Lobisserstöckl“ (links) sowie der Hofrichterbau mit Hauptportal (Mitte)

Das Stift St. Paul im Lavanttal ist ein im Jahr 1091 gegründetes Kloster des Benediktinerordens in Unterkärnten. Seine Gebäude stehen auf einer Felskuppe am Übergang vom mittleren zum unteren Lavanttal oberhalb des Hauptortes der gleichnamigen Kärntner Marktgemeinde. Die heute bestehenden Gebäude wurden großteils im 17. Jahrhundert errichtet. Noch älter ist die Stiftskirche, eine romanische Pfeilerbasilika, die vermutlich im frühen 13. Jahrhundert vollendet wurde.
Das Stift wurde 1782/87 unter Josef II. aufgehoben, jedoch schon im Jahr 1809 durch Mönche aus dem Kloster St. Blasien wiederbesiedelt. Abgesehen von einer weiteren Aufhebung in der Zeit des Nationalsozialismus (1940–45) wird das Stift St. Paul seit 1809 durch die Benediktiner unterhalten und ist somit das älteste heute aktive Kloster in Kärnten. Besondere Bedeutung kommt dem Stift durch seine umfangreichen und wertvollen Kunst- und Büchersammlungen zu. Die Abtei betreibt das private Stiftsgymnasium St. Paul, dem rund 700 Schüler angehören.

## Geschichte

### Gründung
Auf der Felskuppe, auf der sich heute die Stiftsanlagen befinden, stand wohl schon in vorantiker Zeit eine illyrische oder keltische Befestigung, dann wahrscheinlich ein römisches Kastell, und im Mittelalter, bereits urkundlich gesichert, die Burg Lavant. Im Bereich dieser Burg gab es eine dem Hl. Ägidius geweihte Kirche, die angeblich schon der Salzburger Erzbischof Hartwig (991–1023) mit Pfarrrechten ausstattete. Diese Kirche wurde erst 1618 im Zuge von Umbauten abgetragen.
Mitte des 11. Jahrhunderts saß die reich begüterte, aus dem bayerischen Adelsgeschlecht der Sieghardinger stammende Gräfin Richardis von Lavant auf der Burg Lavant. Sie heiratete Siegfried von Spanheim, einen Grafen im Pustertal. Dieser ließ, kurz bevor er an einer Wallfahrt nach Jerusalem teilnahm und im Jahr 1065 in Bulgarien starb, eine zweite Kirche zu Ehren des Apostels Paulus errichten. Seine Witwe ließ den Leichnam in die Heimat bringen und in der Kirche beisetzen. Sie verstarb wenige Jahre darauf auf einer Wall- und Bußfahrt nach St. Jakob di Compostella. Auch sie wurde heimgebracht und an der Seite ihres Gatten bestattet.

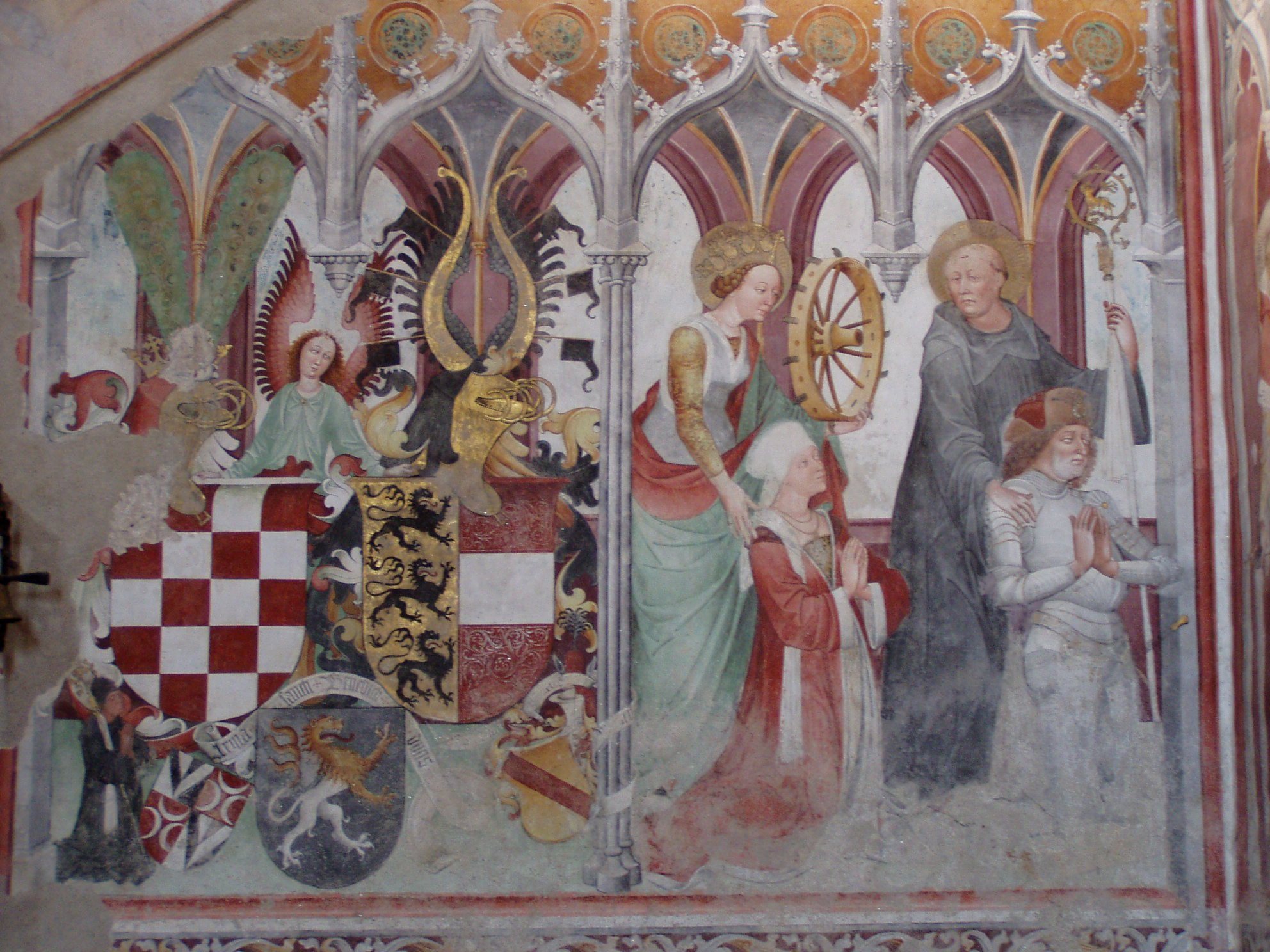
Das Stifterfresko von Thomas von Villach (1493) stellt Engelbert I. und seine Frau Hadwiga kniend dar, beschirmt vom Hl. Benedikt und der Hl. Katharina.

Engelbert von Spanheim, einer der drei Söhne des Ehepaares, beschloss die Gründung eines Klosters. Es sollte dem Geist der burgundischen Benediktinerabtei Cluny entsprechen. Er schickte seinen Sohn Engelbert II. zum schwäbischen Kloster Hirsau, das seit 1079 den Reformgedanken von Cluny folgte, um den dortigen Abt Wilhelm um Unterstützung für die Gründung in St. Paul zu bitten. Dieser willigte ein und entsandte zwölf Hirsauer Mönche sowie den aus ihren Reihen zum Abt bestimmten Wezelin (Wezilo) ins Lavanttal. Engelbert stiftete um den 1. Mai des Jahres 1091 dem neuen Kloster den Hof St. Paul und den darunter liegenden Ort sowie weitere Güter im unteren Lavanttal, der Steiermark und im Friaul. Das Stift wurde in den Anfangsjahren sowohl vom Kloster Hirsau als auch vom Magdeburger Erzbischof Hartwig von Spanheim, dem Bruder des Stifters Engelbert, mit Handschriften zur Liturgie und Seelsorge ausgestattet. St. Paul hatte schon bald ein eigenes Skriptorium und unter dem dritten Abt Wernher (1138–1159) auch eine Gelehrtenschule. Nach und nach kamen weitere Güter in den Besitz des Klosters, das dadurch bald zum mächtigsten und einflussreichsten Stift in Kärnten wurde.
Auf Ersuchen der Gründer stattete Papst Urban II. im Jahr 1099 das Stift mit besonderen Schutzprivilegien aus, wofür die Mönche jährlich symbolisch ein byzantinisches Goldstück zu entrichten hatten. Auch wenn es als Begräbnisstätte der Spanheimer gegründet worden war und unter deren Schutz stand, war St. Paul kein Eigenkloster der Grafen, sondern wurde unter Urban II. in die Form einer Vogtei überführt. Der Papst setzte zwar die Spanheimer als Vögte ein, den Mönchen räumte er jedoch gleichzeitig die Möglichkeit ein, einen eigenen Vogt zu wählen. Außerdem durften die Besitzungen des Klosters nicht als Lehen vergeben werden. Innozenz II. erneuerte 1140 den päpstlichen Schutz, stattete das Stift darüber hinaus mit dem Privileg des Präsentationsrechts für die geistliche Besetzung der einverleibten Kirchen aus und unterstellte St. Paul mittels des Exemtionsprivilegs direkt dem Papst. Die Äbte des Stifts waren in dieser Zeit zwar kirchentreu, bemühten sich aber stets auch um den Schutz des Kaisers.
Zum Schutz des Klosters wurden südlich davon zwei Burgen, Rabenstein und Loschental, errichtet und mit Spanheimer Ministerialen besetzt. Das Kloster selbst trug zunächst wie schon davor die Burg den Namen der Landschaft (Lauent, Lauenda) und erhielt erst im Lauf der Zeit den Namen des ihm zu Füßen liegenden Marktes. Die Herrschaften der beiden Burgen gehörten bis zum Jahr 1300 den Pfannbergern. Auf Rabenstein saß ab 1301 Rudolf von Fohnsdorf als Lehensnehmer, seine Nachkommen nannten sich Rabensteiner. Mit diesem Geschlecht musste das Stift einige zum Teil blutige Fehden austragen, die sich erst legten, nachdem St. Paul zwischen 1312 und 1426 die nächste Umgebung des Stiftshügels seinem Besitz hinzufügen konnte.
Im Jahr 1367 vernichtete ein Brand Teile der Klosteranlage, wobei auch die Decke sowie die Türme der Basilika in Feuer aufgingen. Die zerstörten Gebäudeteile wurden aber umgehend wieder instand gesetzt.

### Niedergang im 15. und 16. Jahrhundert
Im Verlauf einer heftigen Fehde zwischen Herzog Friedrich und den Grafen von Cilli, in der sich der St. Pauler Abt Johann I. (1432–1448) auf die Seite des Herzogs stellte, fielen die Soldaten der Grafen in das Lavanttal ein und brandschatzten die Gegend, wobei auch der Markt und viele weitere Besitzungen des Stifts zerstört wurden. Abt Johannes II. von Esslinger (1455–1483) ließ Tore und Mauern des Stifts befestigen, was das Kloster 1476, als das Lavanttal im Zuge der Türkenkriege erneut schwer verwüstet und der Markt St. Paul in Brand gesteckt wurde, vor größeren Schäden bewahrte. Auch die 1480 eindringenden Truppen des ungarischen Königs Matthias Corvinus versuchten vergeblich, das Kloster einzunehmen.
Dennoch benötigte das Kloster fast 50 Jahre, um sich von den durch die Angriffe verursachten Zerstörungen zu erholen. Die im Zuge der Türkenkriege erhobenen Abgaben des Landesfürsten, der St. Paul als Kammergut betrachtete und entsprechend darüber verfügte, erschwerten die wirtschaftliche Entwicklung der Besitzungen zusätzlich. Zur Finanzierung der militärischen Abwehr der ersten Belagerung Wiens durch die Türken verfügte Ferdinand I. 1529 die Einziehung des vierten Teiles (des sogenannten „Quarts“) aller geistlichen Besitzungen, die anschließend sofort verkauft wurden. Darüber hinaus musste St. Paul auch Kleinodien und Pretiosen abgeben sowie Bürgschaften übernehmen.
Auch im inneren Bereich des Klosters gab es im 15. und 16. Jahrhundert Probleme, die nicht leicht zu bewältigen waren. Hermann von Schwanberg etwa, von 1391 an Abt von St. Paul, wurde aufgrund der Vernachlässigung seiner klösterlichen Pflichten vom Erzbischof von Salzburg durch den Bischof von Lavant 1399 kurzerhand abgesetzt und durch Kaspar Fürholzer ersetzt. Hermann legte jedoch sein Amt nicht ab, so dass es zwei Jahre lang zwei Äbte gab, die sich gegenseitig das Leben schwermachten. Herzog Wilhelm setzte diesem Zustand 1401 schließlich ein Ende, indem er beide Äbte absetzte, zur Rückgabe der Klostergüter zwang und den Konvent einen neuen Abt wählen ließ. In der Folge setzte sich das Erzbistum Salzburg an die Stelle des Papsttums, das sich zu dieser Zeit in einer Krise befand, gewann das Bestätigungsrecht für die St. Pauler Äbte und machte auch in weltlichen Angelegenheiten seinen Einfluss geltend. In eine weitere Krise geriet St. Paul unter Abt Ulrich von Pfinzing, einem Nürnberger Patriziersohn und Günstling von Maximilian I. Er wurde auf Befehl des Kaisers 1515 zum Abt gewählt und später auch zum Priester geweiht, führte aber trotz der vorhandenen finanziellen Schwierigkeiten des Stifts den verschwenderischen Lebensstil eines Fürsten.
Im Verlauf des 16. Jahrhunderts wirkte sich zudem die Reformationszeit, die in Kärnten auf großen Widerhall stieß, auf St. Paul aus. Zwei Äbte des Klosters, Thomas Mur (1558–1576) und Andreas Schaffer (1576–1583), bekannten sich sogar offen als Anhänger Martin Luthers. Ersterer wurde zwar durch Salzburg bestätigt, seine Regentschaft wirkte sich aber verheerend auf das Stift aus, so dass er schließlich durch Erzherzog Karl II. 1576 abgesetzt wurde. Anschließend wurde Andreas Schaffer durch die Kapitularen gewählt, aber zunächst weder vom Erzbischof noch vom Landesfürsten bestätigt. Seine Lebensführung führte schließlich 1583 zur Absetzung. Die Zeit seines Nachfolgers Vinzenz Lechner (1583–1616) war von einer besonders skrupellosen Amtsführung geprägt. So riss er beispielsweise die Herrschaft Faal (Fala) in der Untersteiermark an sich, ließ sich persönlich als Besitzer in das Grundbuch eintragen und übergab die Güter später seinem Bruder.
In einem Visitationsbericht aus dem Jahr 1616 ist von nur noch wenigen Mönchen im Kloster die Rede, deren Bildungsstand so niedrig war, dass sie nicht einmal Latein beherrschten.

### Ausbau ab dem 17. Jahrhundert

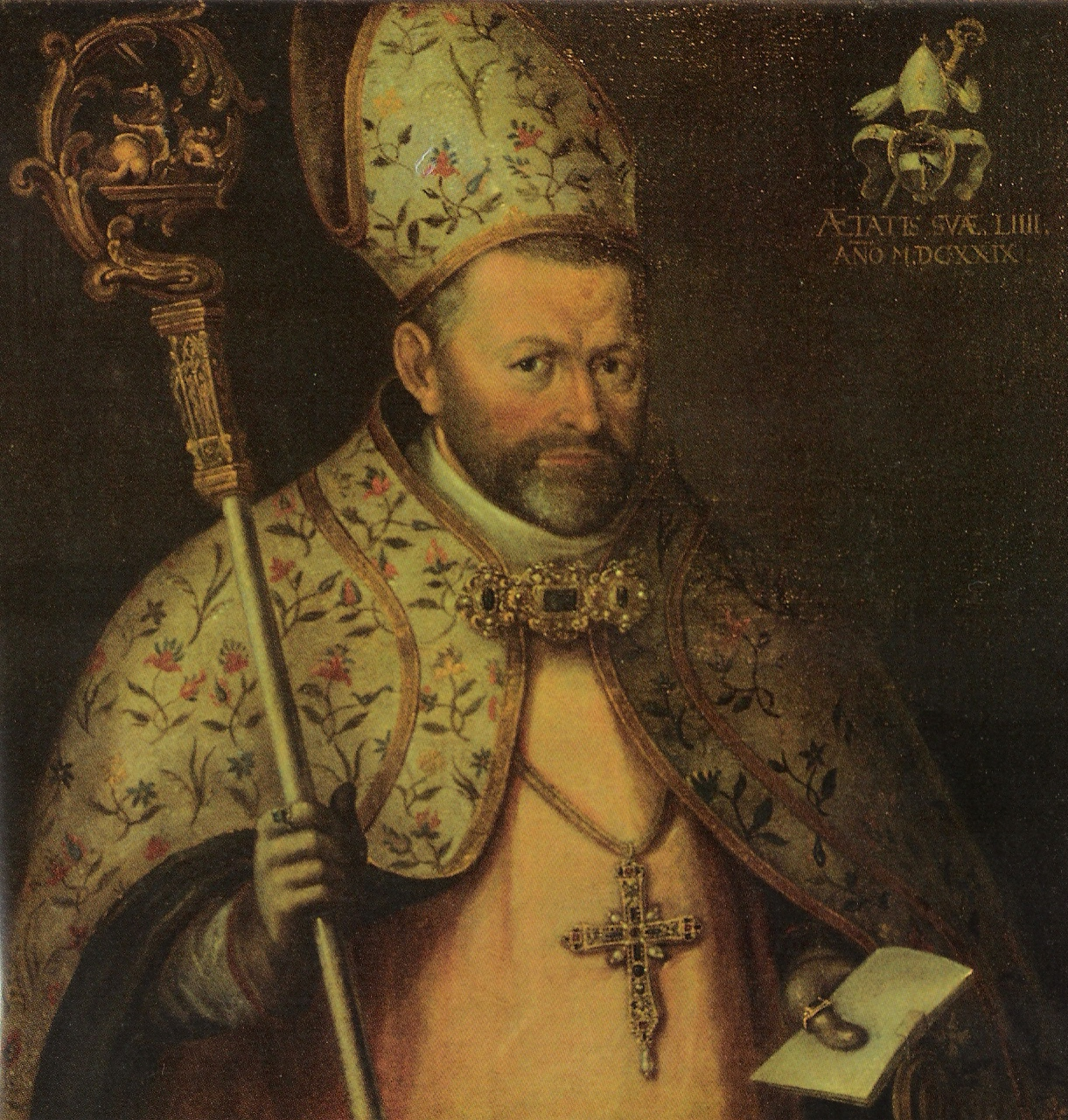
Abt Hieronymus Marchstaller (Porträt von Lorenz Glaber, 1629) veranlasste die Neugestaltung des Stifts St. Paul.

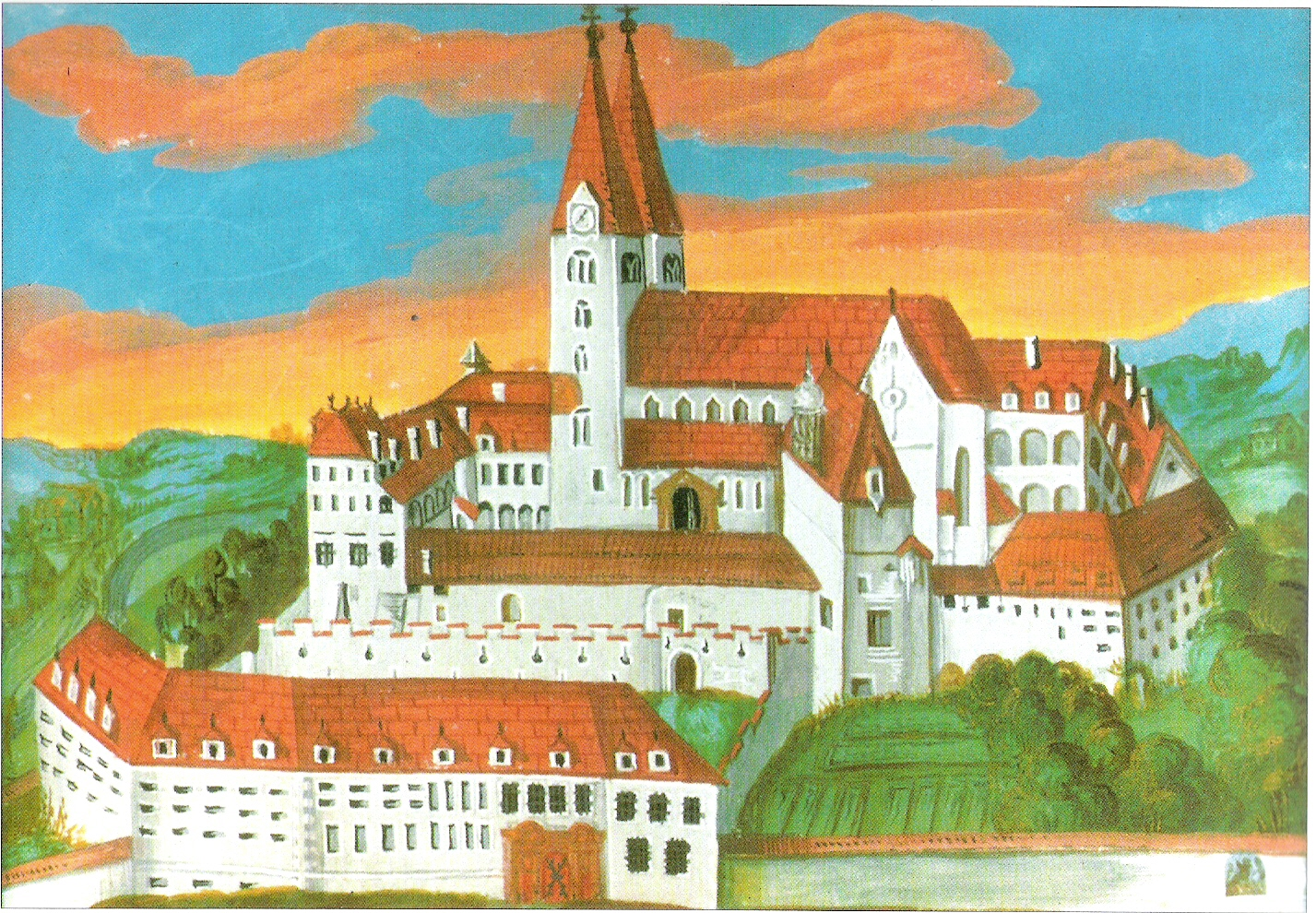
Die Darstellung des Stifts im Urbar von Kollnitz um 1653 zeigt schon deutlich die Grundzüge der heutigen Anlage. Die Wehrbauten unmittelbar vor der Kirche bestehen heute nicht mehr.

Der aus Schwaben stammende Hieronymus Marchstaller war von 1616 bis zu seinem Tod 1638 Abt von St. Paul. Unter seiner Leitung gelangte das Kloster zu einer neuen Blüte, weshalb er auch als der „zweite Gründer“ des Stifts bezeichnet wird. Er stellte intern die Klosterzucht wieder her, schaffte den Privatbesitz der Mönche ab und sorgte dafür, dass das zum Zeitpunkt seines Amtsantritts auf acht Mönche und einen Novizen in St. Paul ansässige Personal bald auf dreißig Professen anwuchs. Marchstaller veranlasste trotz finanzieller Schwierigkeiten zahlreiche Um- und Neubauten und erweiterte durch wirtschaftliches Geschick die Besitzungen des Stifts, wobei er vor allem Güter im Umland erwarb, darunter auch die benachbarte Burg Rabenstein, mit deren Besitzern das Kloster immer wieder in Streitigkeiten geraten war, hingegen weiter entfernte Besitzungen abstieß.
Ab 1618 wurde nach seinen Planungen mit dem Neubau der Stiftsgebäude zu ihrer heutigen Form begonnen. Die Stiftskirche sollte dabei nach Marchstallers Vorstellungen nach dem Vorbild des spanischen Escorial in den Mittelpunkt der Anlage rücken und von allen vier Seiten von Flügelgebäuden umgeben sein. Ein Hinweis auf diese Vision Marchstallers ist ein Gemälde des Hofmalers Jakob Lorenz Glaber, das den heiligen Benedikt vor einer mächtigen, geschlossenen Klosteranlage mit vier Ecktürmen und einem Mittelturm auf der Südseite zeigt. Am Stifteraltar der Kirche findet sich eine zweite, jedoch erst 1770 angefertigte Darstellung, die die Stifterfamilie mit einem ähnlichen Plan zeigt.
Die Ausbauten der Anlage wurden an der Nordseite mit der Errichtung des Refektoriums begonnen, wofür zuvor die Ägydikirche, die gotische Jakobskapelle sowie ein Turm abgetragen wurden, der bestehende Torturm südlich der Stiftskirche hingegen wurde renoviert. Den eigentlichen Stiftsgebäuden im Süden vorgelagert wurde am Fuß des Hügels bis 1627 der zweigeschoßige Hofrichterbau errichtet und von diesem abgehend ab 1627 eine 2,5 Kilometer lange Mauer rund um den Stiftshügel gezogen. Im südöstlichen Teil des Hofrichterbaus entstand das neue, repräsentative Hauptportal des Stifts (1631–33). An der Stiftskirche wurden durch von Marchstaller beauftragte Künstler und Handwerker zahlreiche Veränderungen vorgenommen.
Die durch Marchstaller begonnenen Ausbauten wurden von seinen Nachfolgern, den ebenfalls aus Schwaben stammenden Paul Memminger (1638–1660) und Philipp Rothenhäusler (1661–1677) sowie von Albert Reichhart (1677–1727), fortgeführt. Am 7. Juli 1637, ein Jahr vor seinem Tod, legte Marchstaller den Grundstein für ein neues Konventsgebäude, das 1640 unter Paul Memminger fertiggestellt wurde, die Arbeiten am westlichen Teil des Nordtraktes wurden unter Philipp Rottenhäusler abgeschlossen. Der Westflügel, der heute die Kunstsammlung und die Bibliothek beherbergt, wurde nach 1653 ausgeführt und 1683 vollendet.
Eine zeitgenössische Darstellung des Stifts im Urbar von Kollnitz (um 1653) zeigt, dass die Stiftskirche zu diesem Zeitpunkt von allen vier Seiten von Gebäuden umgeben war, die Anlage jedoch lediglich einen Eckturm besaß. Die Idealvorstellung Marchstallers, dass das Stiftsgebäude des „Kärntner Escorials“ wie sein Vorbild vier Ecktürme erhalten soll, wurde zwar von Johann Valvasor in seiner Topographia Archiducatus Carinthia (1688) so dargestellt, tatsächlich wurde aber nur einer gebaut (1626, 1667 aufgestockt).

### Aufhebung und Neugründung

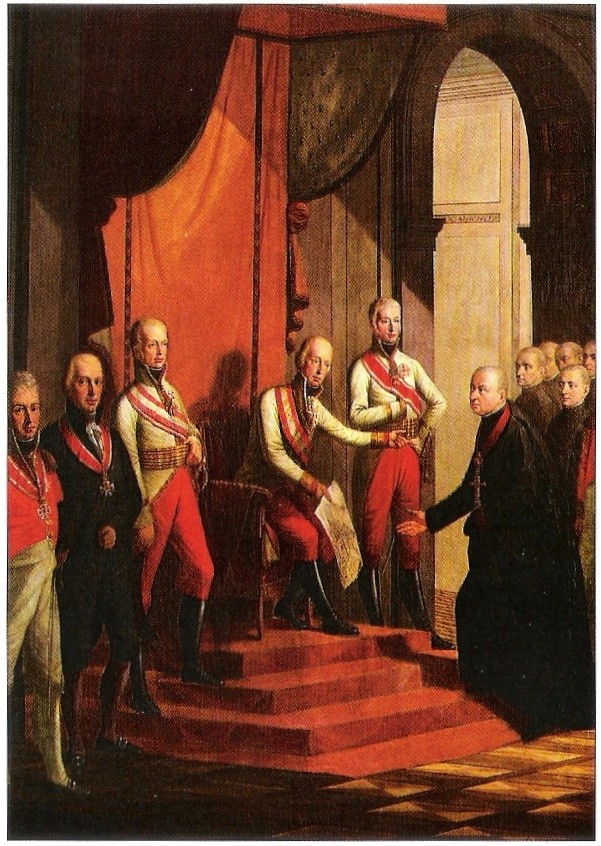
Franz I. übergab 1809 das 1782/87 aufgehobene Stift an Berthold Rottler.

Ab 1777 führte das Stift St. Paul ein Gymnasium, das zunächst nur für kurze Zeit bestand, denn am 7. Oktober 1782 verfügte Kaiser Josef II. per Hofdekret die Auflösung zahlreicher Klöster, zu denen auch St. Paul gehörte. Eine Intervention durch Abt Anselm II. von Edling, der der Beichtvater der in Klagenfurt lebenden Schwester Josephs II., Erzherzogin Maria Anna, war, ermöglichte zwar im darauffolgenden Jahr die Rückkehr der Mönche, die hohe Verschuldung des Stiftes führte jedoch zur erneuten Aufhebung durch den Kaiser am 10. April 1787. Die Güter gingen in staatliche Verwaltung über, die Bücher und Handschriften der Stiftsbibliothek wanderten nach Klagenfurt und Graz, etliche Schriften und Kunstwerke gingen dabei verloren.
Am 15. April 1809 bezogen Berthold Rottler und Mönche aus dem aufgelösten Kloster St. Blasien das Stift in Sankt Paul (Kreuz und Ring des Fürstabts von St. Blasien wurden dann als Insignien der Abtwürde vom Abt in St. Paul getragen). Rottler war der letzte Fürstabt des 1806 aufgehobenen Klosters im Schwarzwald. Er hatte dieses Amt seit 1801 inne und erkannte schon frühzeitig, dass aufgrund der politischen Umstände die Aufhebung seines Klosters nur eine Frage der Zeit war. Da St. Blasien innerhalb der vorderösterreichischen Besitzungen der Habsburger lag, bevor der gesamte Breisgau 1806 an das neu gegründete Großherzogtum Baden fiel, wandte sich Rottler an Kaiser Franz II., um für sich und seine Mönche für den Fall einer Aufhebung den Schutz der Habsburger und eine neue Bleibe in Österreich zu erbitten. Franz II. stimmte diesem Anliegen im April 1806 zu, und als im Oktober 1806 St. Blasien durch die neuen badischen Landesherren endgültig aufgehoben wurde, übersiedelte Fürstabt Rottler mit rund 40 Mönchen in das Stift Spital am Pyhrn in Oberösterreich, das ihnen von Franz II. zugewiesen worden war. Einen großen Teil der Kunstschätze und Bücher von St. Blasien hatte Rottler schon lange zuvor in der Schweiz in Sicherheit gebracht.
Als Gegenleistung verlangte der Kaiser die Besetzung des Klagenfurter Gymnasiums und Lyzeums (das heutige Europagymnasium) durch Gelehrte des Klosters. Rottler entsandte bereits kurz nach der Ankunft in Spital Lehrkräfte nach Klagenfurt, wo sie in den Räumlichkeiten des dafür kurzerhand geräumten Franziskanerklosters bei der Marienkirche unterkamen. Die weite Entfernung zwischen Spital und Klagenfurt und die damit verbundene Aufteilung des Konvents sowie langwierige Verhandlungen über die Bezahlung der Lehrkräfte sorgten jedoch schon bald für Unzufriedenheit, so dass Rottler den Wiener Hof bat, ihm an Stelle des Spitaler das St. Pauler Stift zuzuweisen, da dieses geographisch wesentlich günstiger zu Klagenfurt liegt. Nachdem diesem Anliegen zugestimmt worden war, verließen Abt Rottler und seine Mönche im April 1809 Spital am Pyhrn und zogen in St. Paul ein. Der bedeutende und kunstvoll ausgestaltete Ramsey-Psalter vom Beginn des 14. Jahrhunderts, der sich zuvor in Sankt Blasien befand, wird seit damals im Stift Sankt Paul aufbewahrt.
Der Schwerpunkt des Wirkens von Bernhard Rottler, bis zu seinem Tode 1824 Abt von St. Paul, lag im Aufbau eines funktionierenden Schulwesens innerhalb des Stifts: Noch im Jahr der Ankunft ließ er das Stiftsgymnasium St. Paul einrichten, er erließ 1812 neue, der Lehrtätigkeit am Stift angepasste Statuten und eröffnete 1817 ein Konvikt.
Nach dem Tod Richard Strellis, dem 54. Abt von St. Paul, wurde das Stift 1940 von den Nationalsozialisten aufgehoben und die Schule in eine Nationalsozialistische politische Lehranstalt (NAPOLA) umgewandelt, die bis zum Zusammenbruch des Dritten Reichs 1945 bestand. Nach Kriegsende kehrten die Mönche nach St. Paul zurück und 1947 wurde Paulus Schneider zum 55. Abt gewählt. Unter Schneider, der bis zu seinem Tod 1979 amtierte, erlebte insbesondere das Schulwesen in St. Paul einen Aufschwung. Sein Nachfolger Bruno Rader widmete sich neben dem Ausbau des Stifts als geistliches Zentrum vor allem der Kultur. Unter seiner Leitung fand 1991 die erste Kärntner Landesausstellung in St. Paul statt.
Medien berichteten im Frühling des Jahres 2024, dass nur mehr vier Mönche dem Kloster angehörten.

## Äbte von St. Paul
Seit 2024 ist Abt Gerhard Hafner von Admont Administrator des Stiftes.

## Stiftskirche

### Baugeschichte

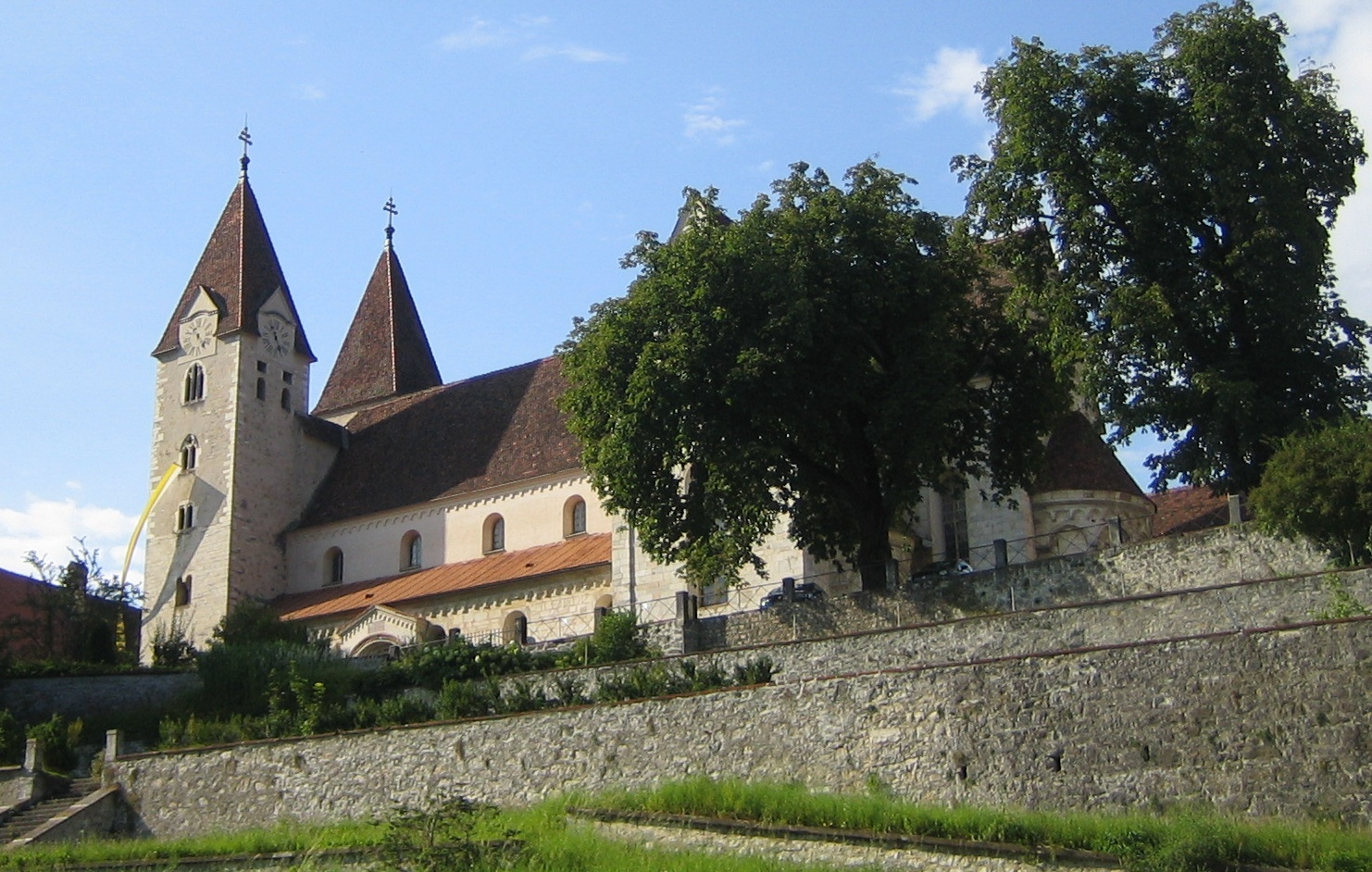
Die Stiftskirche in ihrer heutigen Gestalt wurde ca. 1150–1250 errichtet.

Auf dem höchsten Punkt des Hügels befindet sich, im Westen, Norden und Osten von Klostergebäuden umgeben, die doppeltürmige Stifts- und Pfarrkirche Hl. Paul. Die Errichtung einer ersten romanischen Basilika wurde 1064 begonnen und nach dem Tod Siegfrieds 1065 vollendet. Für das Jahr 1093, also zwei Jahre nach der Gründung des Klosters, ist die Weihe einer Kirche bezeugt, ein Neubau wird für diesen Zeitpunkt aber noch nicht angenommen, der erste Abt des Stifts hatte wohl lediglich an den vorgefundenen Kirchengebäuden einige Adaptierungsarbeiten vornehmen lassen.
Der heute bestehende Kirchenbau wurde wahrscheinlich unter Abt Pilgrim (1159–1192) begonnen, die alte Paulskirche dabei abgetragen. Die Vollendung dieses Baus erfolgte frühestens unter Ulrich I. zwischen 1192 und 1222. Als Papst Urban IV. im Jahr 1264 einen Ablass zugunsten der bevorstehenden Einweihung einer Kirche in St. Paul erließ, handelte es sich jedenfalls nicht mehr um den im 11. Jahrhundert errichteten Bau. Einen eindeutigen historischen Beleg für den Zeitpunkt der Fertigstellung gibt es allerdings bis heute nicht, das Weihejahr 1264 hängt wohl mit den Folgen eines Einfalls der Ungarn in Kärnten 1259 zusammen, in dessen Verlauf auch der Markt und Stiftsgebäude in Mitleidenschaft gezogen wurden.
Vom Großbrand von 1367 war auch die Kirche betroffen, die beschädigten Teile wurden anschließend erneuert, die wichtigste Veränderung hierbei war das Einziehen von Rippengewölben in gotischem Stil sowie die Wiedererrichtung der Türme zu ihrer heutigen Gestalt. 1375 wurde die Kirche neu geweiht. Zu den Veränderungen unter Hieronymus Marchstaller zählen die Erneuerung der Sakristei (1619), der Bau der Kapelle der Schmerzhaften Muttergottes (1621) sowie die Ausgestaltung der Apsis mit Stuck (1626).

### Äußeres

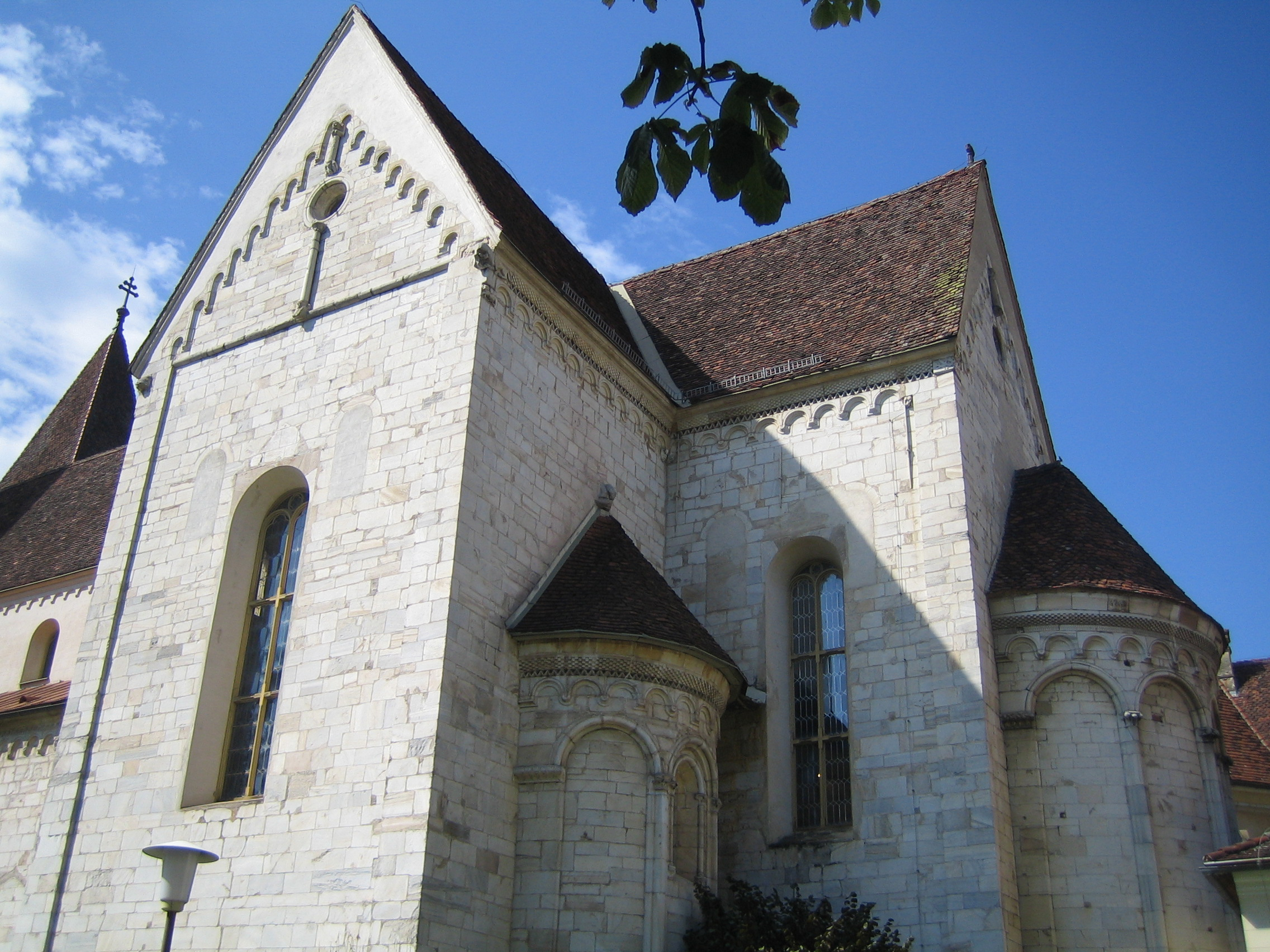
Die gotische Erhöhung der Giebel am südlichen Querhaus und am Chorhaus ist deutlich erkennbar.

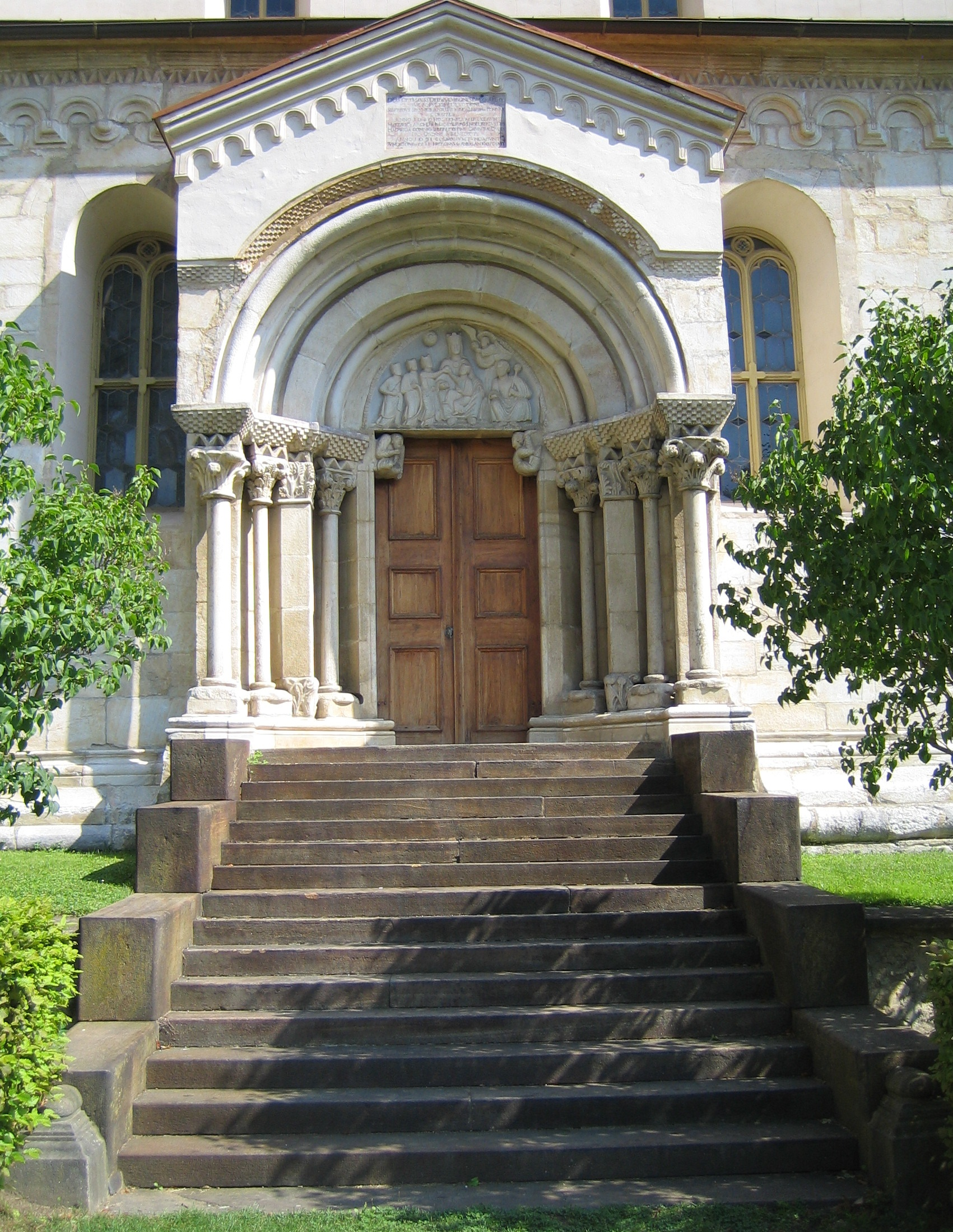
Das Südportal

Die Stiftskirche ist eine dreischiffige romanische Pfeilerbasilika mit westlicher Doppelturmfassade und einem stark nach Norden und Süden vorspringenden Querhaus. Sie ist 56,5 m lang und im Langhaus 19,5 m breit. An den östlichen Seiten des Querhauses ebenso wie an der Außenwand des Chores befinden sich Konchen. Das Mittelschiff und das gleich hohe Querhaus sind mit Satteldächern, das südliche der beiden um die Hälfte niedrigeren Seitenschiffe mit einem Pultdach bedeckt, und die drei halbrunden Apsiden tragen Kegeldächer.
Die Hauptapsis ist mit fünf, die beiden Nebenapsiden mit jeweils drei Arkaden geschmückt. In deren Mittelachsen sitzt jeweils ein von Säulchen gesäumtes Halbkreisfenster. Unter dem Dachansatz des Chor- und des Querhauses verläuft ein profilierter Rundbogenfries, bekrönt von einem Zickzack- und einem breiten Schachbrettband. Diese Verzierung setzt sich auch entlang des aus Koralpen-Marmor bestehenden, in Quadertechnik ausgeführten und unverputzten Mauerwerks fort. Die Giebel von Chor- und Querhaus wurden in gotischer Zeit um etwa zwei Meter erhöht und damit steiler gemacht, was aufgrund dessen, dass die romanischen Friese belassen wurden, deutlich sichtbar ist. An der Südseite des Querhauses sind noch Gewölbespuren der ehemaligen Jakobskapelle zu erkennen, die zwischen 1325 und 1356 hier angebaut, 1618 aber wieder abgebrochen wurde.
Auch die beiden mächtigen Türme sind in ihren unteren Teilen in Quaderwerk ausgeführt. In den ersten drei Geschoßen ist noch romanische Bausubstanz erhalten, und sie besitzen hier noch romanische, im zweiten Geschoß typische gekuppelte Fenster. In den oberen drei Geschoßen, die nach dem Brand 1367 erneuert wurden, gibt es hingegen gotische Doppel- und Dreierfenster, und sie sind mit Pyramidenspitzdächern bekrönt. An drei Seiten des Südturms befinden sich außerdem große, giebelbekrönte Uhren.
Unterhalb der Türme befindet sich an der Westfassade ein leicht vorspringendes spätromanisches bzw. frühgotisches Trichterportal, das um die Mitte des 13. Jahrhunderts gestaltet wurde. In drei Rücksprüngen des Gewändes stehen schlanke achteckige Säulen mit Knospenkapitellen, auf den Türpfosten zwei profilierte Viertelkreiskonsolen, die das Tympanonrelief tragen, das als Hauptmotiv einen thronenden Christus mit Segensgeste und Schriftrolle zeigt. Zu dessen Füßen knien zwei bärtige Männer.
Ein weiteres Portal befindet sich an der Südseite der Kirche, es ist über eine 15-stufige Treppe erreichbar. Sein Bogenfeld wird von zwei hockenden Männchen – Sinnbildern des Heidentums – getragen und zeigt die thronende Muttergottes mit dem Jesuskind am Schoß, von links nahen die Heiligen Drei Könige, rechts sitzt der heilige Josef und oberhalb zwischen Maria und Josef schwebt ein Engel. Die Reliefs beider Portale wurden ungefähr zur gleichen Zeit wie das des Westportals angefertigt. Möglicherweise sind beide Portale unter Abt Gerhard (1258–75) kurz vor 1264 entstanden, der aus spätromanischen Werkstücken zusammengestellte Gewändevorbau des Südportals jedoch erst 1618. Das ursprünglich wesentlich kleinere und unscheinbare Südportal diente den Laien als Zugang zu der ihnen zugedachten Hälfte der Kirche.

### Inneres

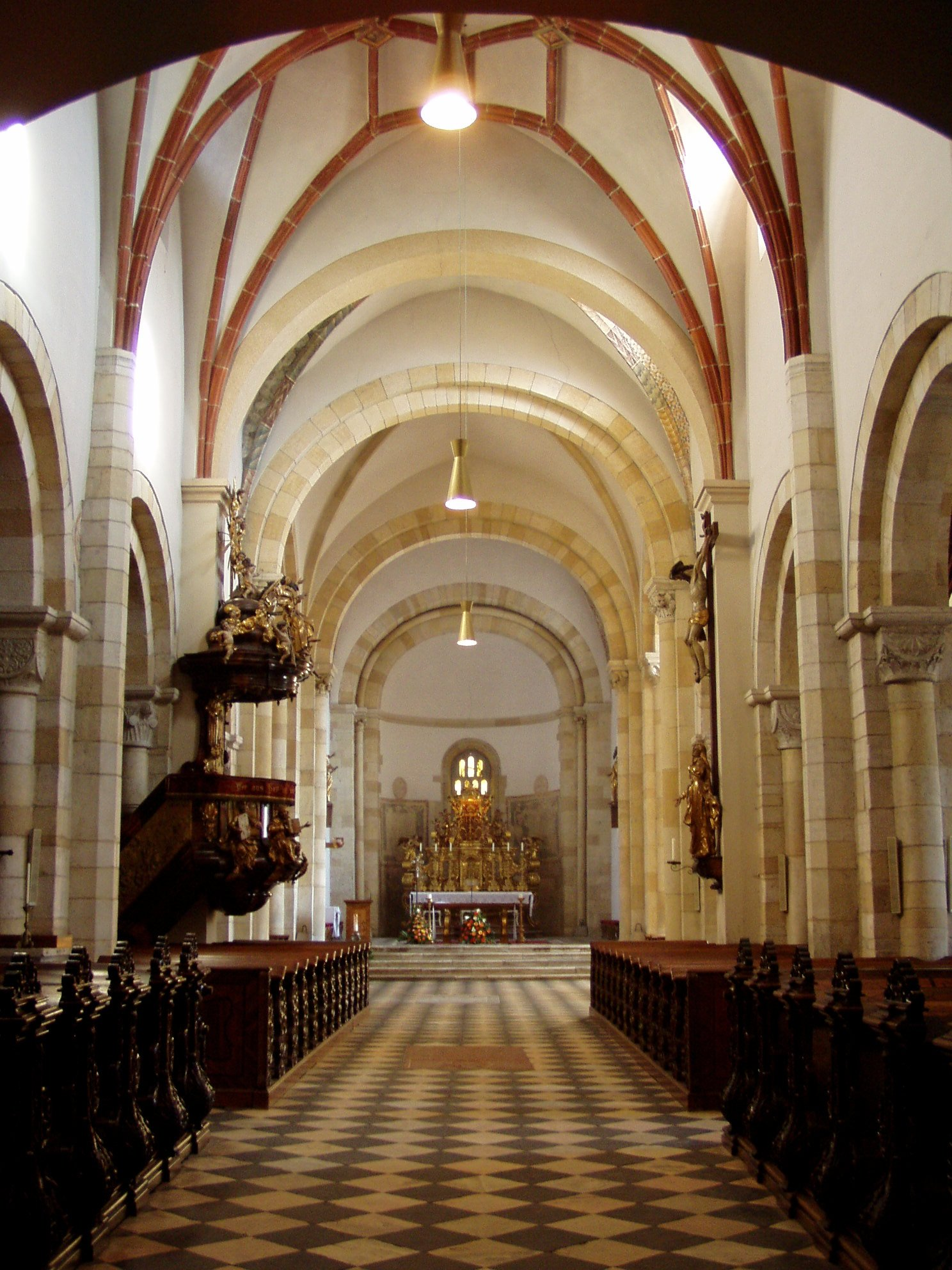
Blick durch das Mittelschiff auf den Chorraum mit Hauptaltar

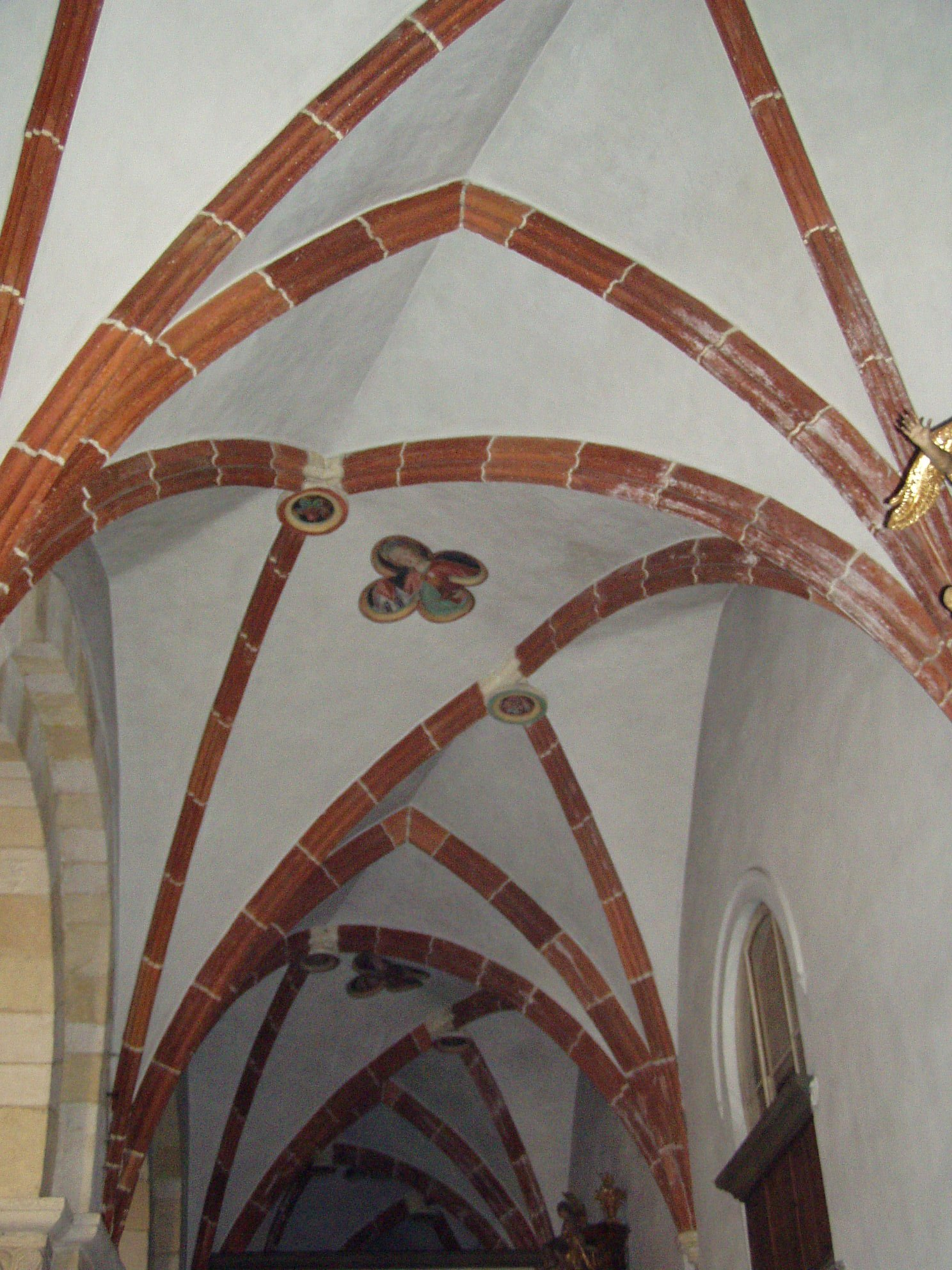
Springgewölbe im nördlichen Seitenschiff

Durch das Westportal betritt man durch eine von den beiden Westtürmen eingeschlossene Vorhalle das weitläufige und helle Kircheninnere. Die Basilika wird durch mächtige Pfeiler mit vorgelagerten Halbsäulen in drei Schiffe geteilt, wobei die Breite der beiden Seitenschiffe zusammengenommen der Breite des Hauptschiffes entsprechen. Das Langhaus der Kirche reicht im Mittelschiff über fünf Joche, wobei der für die Hirsauer Architektur typische chorus minor, der Chor für die Nichtsänger unter den Mönchen, in das Langhaus vorgezogen ist. Er nimmt das letzte Joch ein und setzt sich von den Schiffen und dem Querhaus durch Schwibbögen ab. An dieser Stelle trennte ursprünglich eine über alle drei Schiffe reichende Mauer, der sogenannte Lettner, die Mönchskirche (Ecclesia interior) von der Laienkirche (Ecclesia exterior). Er wurde 1617 teilweise und 1661 schließlich vollständig abgetragen.
An das Querhaus schließt in Fortsetzung des Mittelschiffs der ausgegliederte, leicht erhöhte und über fünf Stufen erreichbare Chor an; links und rechts des Chores befindet sich jeweils eine halbkreisförmige Apsis. Der Chor selbst ist ebenfalls durch eine runde Apsis abgeschlossen, deren Durchmesser doppelt so groß ist wie der der Seitenapsiden. In der Mitte des Kreuzrippengewölbes des Chors zeigt der reliefierte Schlussstein den Heiligen Petrus. Die hinter dem Chor eingezogene Konche wird durch eine Abtreppung in den Quadersteinen noch betont. In diese sind schlanke Säulen eingestellt, über den Kapitellen verläuft entlang der Konchenkrümmung ein profiliertes Gesims. In der Ostwand des Chores befindet sich ein rundbogiges, von Säulchen gerahmtes Fenster.
Die drei Schiffe der Kirche wurden nach dem großen Brand 1367, dem auch die flache Holzdecke zum Opfer fiel, sowie unter Abt Johannes II. 1468 eingewölbt. Das fünfjochige Mittelschiff trägt ein Sternrippengewölbe über polygonalen Vorlagen, wobei sich das letzte Joch zwischen den Westtürmen von diesem durch eine etwas kompliziertere Sternrippenform absetzt. Die beiden Seitenschiffe im Norden und Süden sind jeweils vierjochig, das nördliche ist von einem Spring-, das südseitige von einem Netzrippengewölbe überspannt. Im Mittelschiff und in den Seitenschiffen ist je ein Joch kreuzrippengewölbt, im Mittelteil befindet sich hier der Wappenschlussstein Konrads III. (1358–1391). Insgesamt sind den drei Gewölben 28 Schlussstein- und 24 Vierpassmalereien und Fresken aufgetragen. Die romanischen Säulen der Scheidbögen (zwischen den Schiffen) tragen Würfel-, Kelch- und Knospenkapitelle aus der Zeit um 1190/1220.
Die dreiachsige und zweijochige Orgelempore im Westen des Mittelschiffs wurde 1663 eingebaut. Sie steht über Balustersäulen und hat ein Kreuzgratgewölbe.
Die Inneneinrichtung der Kirche vom steirischen Künstler Philipp Jakob Straub stammt aus dem 18. Jahrhundert.
Die Sakristei der Stiftskirche schließt nördlich an das Querhaus an. Das im Inneren dreijochige und kreuzgratgewölbte Gebäude wurde 1619 errichtet. Das Portal der Sakristei wurde aus Marmorwerkstücken des unvollendet gebliebenen Grabmals für Abt Ulrich Pfinzing zusammengestellt.

### Habsburgergruft

Zugang zur Gruft der frühen Habsburger

Hinter dem Hochaltar wurde 1626 bis 1629 ein Abgang zu einem kleinen, kreuzgewölbten Gruftraum entdeckt. Hier befinden sich heute die Särge von 14 frühen Habsburgern:
1. Karl (* 1276; † wenige Tage nach Geburt) – Sohn von König Rudolf I., ursprünglich bestattet in Basel
2. Hartmann (* um 1263; † 1281) – Sohn von König Rudolf I., ursprünglich bestattet in Basel
3. Gertrud von Hohenberg (* um 1225; † 1281) – Gemahlin von König Rudolf I., ursprünglich bestattet in Basel
4. Friedrich (* 1316; † wenige Tage nach Geburt) –  Sohn von Friedrich dem Schönen, ursprünglich bestattet in Königsfelden
5. Elisabeth von Görz-Tirol (* um 1262; † 1313) – Gemahlin von König Albrecht I., ursprünglich bestattet in Königsfelden
6. Leopold I. (* 1290; † 1326) – Sohn von König Albrecht I., ursprünglich bestattet in Königsfelden
7. Heinrich (* 1299; † 1327) –  Sohn von König Albrecht I., ursprünglich bestattet in Königsfelden
8. Gutta (* 1302; † 1329) –  Tochter von König Albrecht I., Gemahlin des Ludwig VI. von Oettingen, ursprünglich bestattet in Königsfelden
9. Katharina von Savoyen (* um 1297–1304; † 1336) –  Gemahlin von Herzog Leopold I., ursprünglich bestattet in Königsfelden
10. Elisabeth von Virneburg (* um 1303; † 1343) – Gemahlin von Herzog Heinrich, ursprünglich bestattet in Königsfelden
11. Katharina (* 1320; † 1349) – Tochter von Herzog Leopold I., Gemahlin des Enguerrand VI. de Coucy, ursprünglich bestattet in Königsfelden
12. Elisabeth (* um 1285; † 1352) – Tochter von König Albrecht I., Gemahlin des Friedrich IV. von Lothringen, ursprünglich bestattet in Königsfelden
13. Agnes (* um 1281; † 1364) – Tochter von König Albrecht I., Gemahlin des Königs Andreas III. von Ungarn, ursprünglich bestattet in Königsfelden
14. Leopold III. (* 1351; † 1386) – Sohn von Herzog Albrecht II., ursprünglich bestattet in Königsfelden

Die Särge wurden 1770 aus der Kirche des Klosters Königsfelden sowie aus dem Basler Münster exhumiert und in einer feierlichen Zeremonie in die Benediktinerabtei St. Blasien überführt. Nach der Auflassung des Klosters St. Blasien 1809 wurden die 14 Särge über das Stift Spital am Pyhrn nach St. Paul gebracht.
Neun Jahre später, 1818, wurden die Gebeine in der Stiftskirche von St. Paul in einer Tumba bestattet, die vom Baumeister Pietro Rudolfi aus Udine errichtet wurde. Da diese Tumba infolge von Baumängeln durchfeuchtet war, mussten die verrotteten Kisten 1917 ersetzt und die Knochen im Folgejahr neuerlich bestattet werden. Die letzte Umbettung folgte 1936 nach dem Abriss der Tumba, wobei die Gebeinkisten hinter dem Hochaltar der Klosterkirche ihren Platz erhielten.

### Kapellen
Zwei der drei Kapellen der Stiftskirche, die Auferstehungskapelle und die Kapelle der Schmerzhaften Muttergottes, wurden in den West- bzw. Ostflügel des ehemaligen Kreuzganges eingefügt. Die älteste der drei Kapellen, die sogenannte Rabensteinerkapelle, ist heute ein Anbau der später errichteten Sakristei nördlich der Kirche.
Die in barockem Stil gestaltete Auferstehungskapelle befindet sich in der Querachse der Empore. Sie ist zweijochig und kreuzgratgewölbt, in ihrer Gruft befinden sich die Gebeine des Abtes Albert Reichart (1677–1727). Von der durch ihn in Auftrag gegebenen Stuckausschmückung der Kapelle ist nur noch das den Eingang umrahmende Band erhalten. Ebenfalls aus dessen Amtszeit stammt das geschmiedete Eisengitter im oberen Teil. In der Kapelle befindet sich eine Gruppe von lebensgroßen Holzstatuen; das mit Auferstandener Christus bezeichnete Werk wurde im 19. Jahrhundert von Michael Stölz angefertigt. Im Fußboden ist die Wappengrabplatte des Albert Reichart († 1727) eingelassen.
Die 1621 gebaute Kapelle der Schmerzhaften Muttergottes ist wie die Auferstehungskapelle zweijochig und trägt ein Kreuzgratgewölbe. Die Malereien im Gewölbe wurden in der Erbauungszeit durch Lorenz Glaber angebracht. Sie stellen in acht Medaillons die 15 Geheimnisse des Rosenkranzes dar. Die variantenreiche und äußerst plastische Stuckverzierung stammt aus der Zeit um 1680/1690 und wurde vermutlich von Gabriel und Johann Peter Wittini gestaltet. Vier Wandmalereien zeigen Szenen aus dem Leben des heiligen Benedikt von Nursia.
Die der Hl. Maria geweihte, jedoch meist als Rabensteinerkapelle bezeichnete Kapelle ist ein Anbau an der Ostwand der Sakristei, wo sich auch der Zugang befindet. Sie wurde im letzten Viertel des 14. Jahrhunderts etwa gleichzeitig mit dem gotischen Teil der Westtürme erbaut. Zuvor stand an ihrer Stelle ein romanischer Vorgängerbau, in dem Abt Dietrich im Jahr 1284 beigesetzt wurde. Auch der heute in der Stiftskirche aufgestellte, 1350 bezeichnete Grabstein der Rabensteiner dürfte noch aus der älteren Kapelle stammen. Der Innenraum besitzt zwei Joche und einen 5/8-Schluss. Das Kreuzrippengewölbe wurde um 1390 eingezogen, seine Schlusssteine sind als Reliefs ausgeführt. Die Kapelle hat große spitzbogige Fenster, an der Nordseite ist eines davon zugemauert. An den Wänden finden sich Reste von Malereien und Fresken aus der Erbauungszeit. Die Ausstattung (Chorgestühl, Altar und Tabernakel) wurde im Jahr 1983 erneuert, 1985 wurden neue Glasfenster eingesetzt und 1986 wurde die Kapelle neu geweiht.

## Weitere Bauwerke

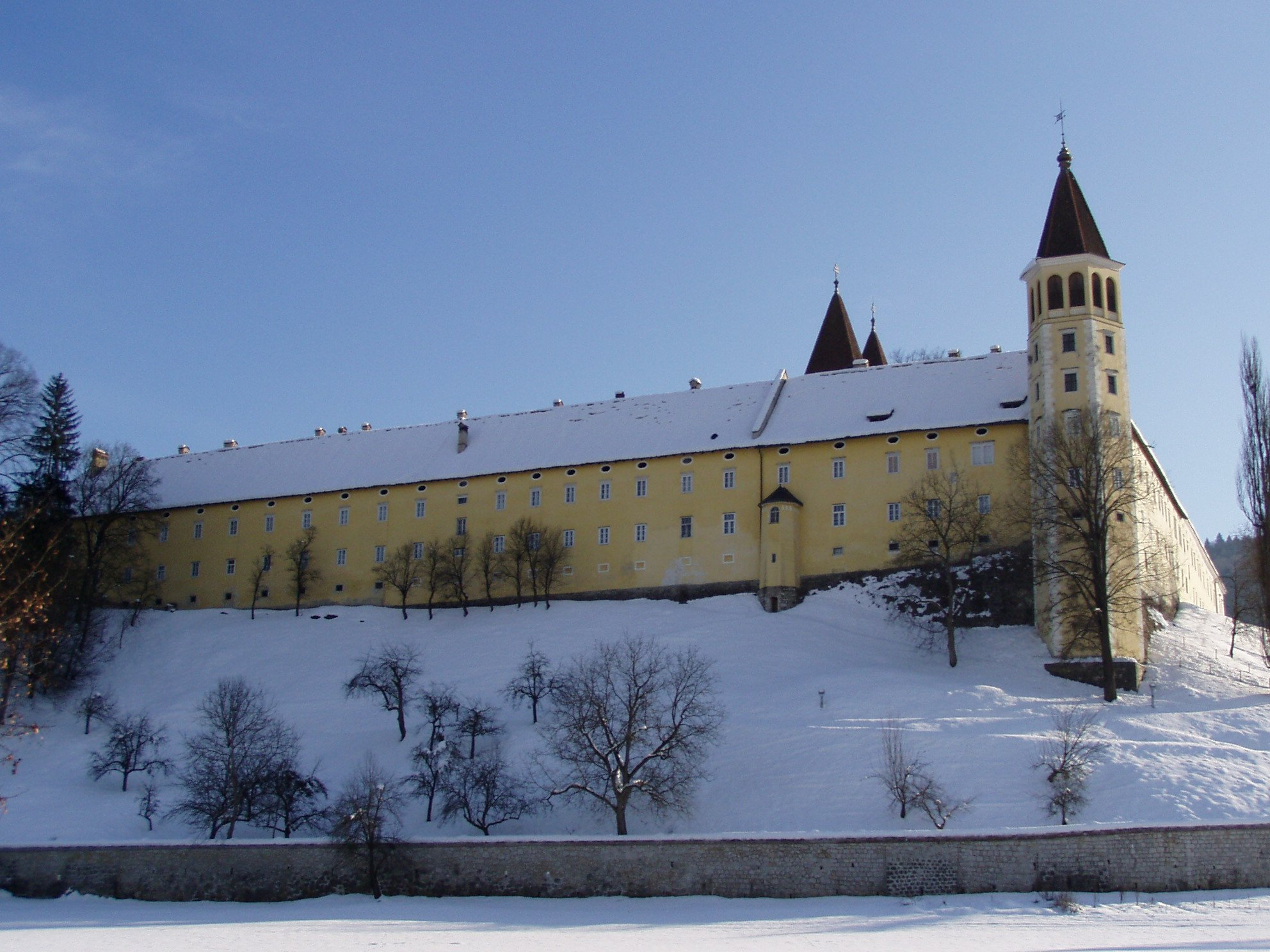
Blick auf den Nordflügel der Anlage mit dem markanten Turm

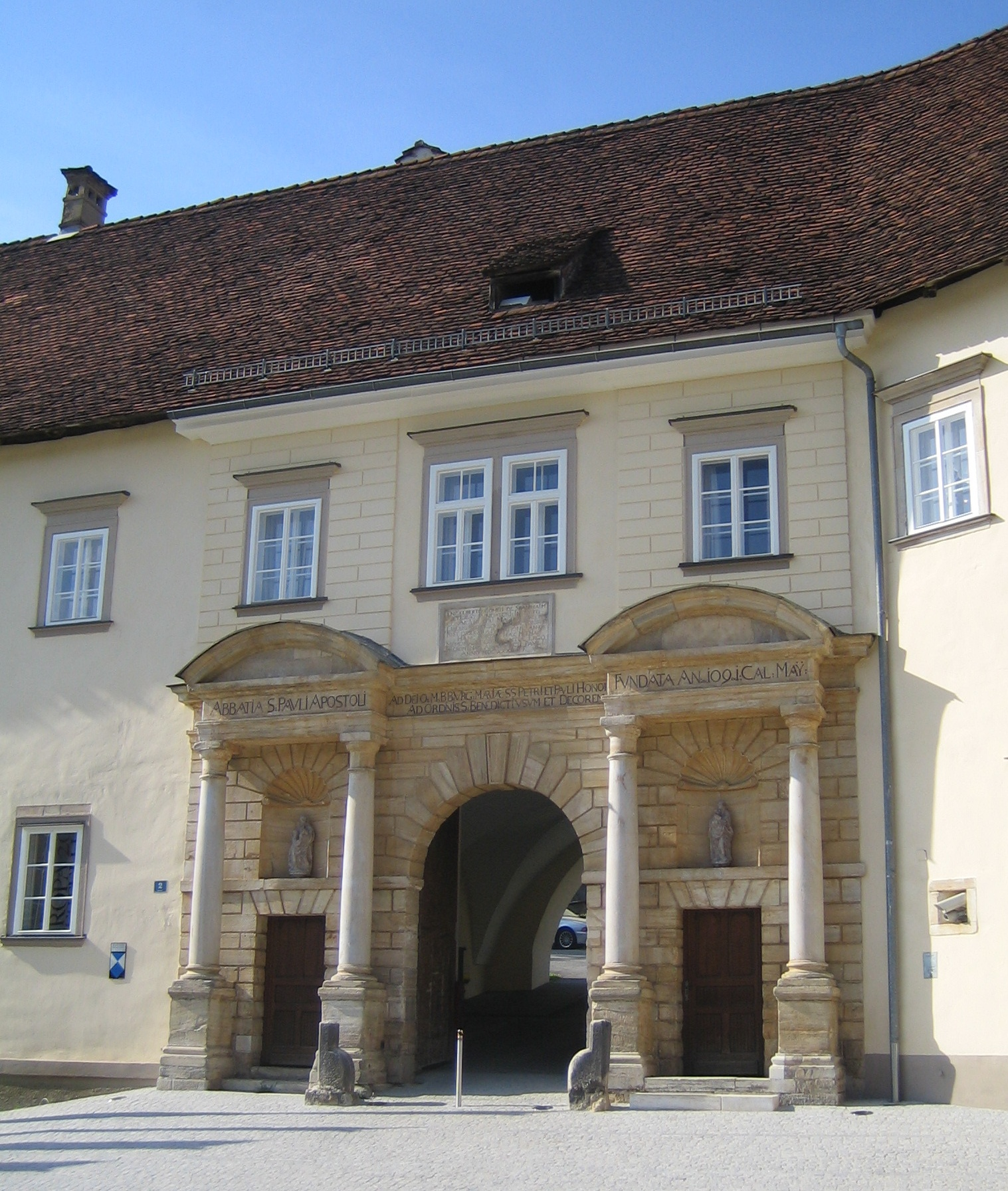
Hauptportal des Stifts

Von den ursprünglichen Klosterbauten gibt es bis heute keine genauen Aufzeichnungen. Von der mittelalterlichen Anlage sind in der heutigen Anlage nur wenige Reste erhalten. So ruht der Westflügel sehr wahrscheinlich auf den alten Mauern. Das Ensemble der barocken Stiftsgebäude, die mit Ausnahme des südlichen Teils des Ostflügels, der erst 1846–48 errichtet wurde, zwischen 1618 und 1683 erbaut wurden, gruppiert sich rund um die romanische Stiftskirche. Die Anlage wirkt auf den von Norden kommenden Besucher geschlossen, nach Süden hingegen öffnet sie sich dem Betrachter, da die ursprünglich geplante Verbindung zwischen Ost- und Westflügel hier nicht vollendet bzw. die südlich der Kirche befindlichen Wehrbauten inzwischen abgetragen sind.

### Hofrichterbau mit Hauptportal
Unterhalb des Stiftshügels umschließt eine 2,5 Kilometer lange Mauer das Gelände. Südseitig befindet sich der Hofrichterbau. Er besteht aus einem West- und einem Südflügel, die durch einen schräg liegenden Mitteltrakt verbunden sind. Der Name des Gebäudes rührt daher, dass im ersten Obergeschoß das Hof- und spätere Bezirksgericht untergebracht war, heute befinden sich hier Wohnungen von Stiftsangestellten.
Im südöstlichen Teil befindet sich das repräsentative Hauptportal des Stiftes. Es ist durch vier Säulen in drei Abschnitte gegliedert, im Mittelteil öffnet sich ein Rundbogentor. Das über den Säulen verkröpfte Gebälk wird links und rechts durch einen flachen Stichbogen bekrönt. Darunter befinden sich eingemeißelte Inschriften, die links ABBATIA S. PAULI APOSTOLI und rechts FUNDATA ANO 1091 CAL. MAY lauten (Abtei des hl. Apostels Paulus, gegründet im Mai 1091). Eine weitere Inschrift befindet sich in der Mitte über dem Tor, darüber ist eine Marmortafel angebracht.

### Konventgebäude und Innenhof
Durch das Portal führt ein steiler Weg zu der auf dem höchsten Punkt des Hügels liegenden Stiftskirche und zu den sie im Westen, Norden und Osten umgebenden Klostergebäuden. Deren Flügel sind an der Hofseite zweigeschoßig, an der Außenseite drei- bis viergeschoßig. Der Westtrakt ist 99 Meter, der Nordflügel 138 Meter und der östliche Teil 61 Meter lang. Der Westflügel hat eine mächtige, 30 Meter breite und viergeschoßige Südfront. Die Außenseiten des Nord- und des Westflügels weisen keine architektonische Gliederung auf, die Fenster sind in unregelmäßigen Abständen angeordnet.
Der einzige von ursprünglich vier geplanten Ecktürmen des Stifts befindet sich an der Außenseite von West- und Nordflügel. Er wurde 1626 errichtet und 1667 aufgestockt, so dass er die Dächer der Stiftsgebäude weit überragt. In dem Turm befanden sich ein gewölbtes Cellarium, zwei Badestuben sowie ein Aufenthaltsraum für die Mönche, der sich an das Sommerrefektorium anschloss.
Die Innenhöfe haben weite und offene Arkaden, die zweigeschoßigen Laubengänge umschließen die Kirche von drei Seiten. Die zwischen 2,80 und 3,30 Meter breiten Arkaden mit über 1,40 Meter breiten Pfeilern sind im Erdgeschoß offen und im Obergeschoß verglast. Die Gänge sind etwa 4,30 Meter hoch und 4,45 Meter breit. Die Aufgänge sowie die Eingangstüren zu den Gebäuden sind schlicht gehalten, bemerkenswert ist lediglich das Marmorportal im oberen Teil des Westtraktes mit barocker Umrahmung, gesprengtem Giebel und einem aufragenden Obelisken.
Im Westflügel, in dem sich ursprünglich die Prälatur sowie mehrere Gästezimmer befanden, beherbergt heute das Stiftsmuseum mit seinen reichhaltigen Sammlungen, die Wohnräume der Mönche befinden sich im Nord- und Osttrakt. Der erst 1846–48 entstandene südliche Zubau wird durch eine schmale Mauer mit der Außenwand des Chorhauses der Stiftskirche verbunden, die den nordöstlichen Teil des Innenhofes einschließlich der Rabensteinerkapelle vom übrigen Innenhof abtrennt.
Vor dem Laubengang des westlichen Innenhofes steht der Paulusbrunnen. Sein Steinbecken trägt den Wappenstein des Abtes Albert und ist mit der Jahreszahl 1719 bezeichnet. In der Mitte des sechseckigen, mit einem schmiedeeisernen Gitter verzierten Beckens steht die Steinstatue des Heiligen Paulus. Die Säule, auf der sich die Statue befindet, hat an ihren sechs Seiten Reliefköpfe, aus den Mündern dreier Köpfe kommen Wasserrohre.

### Meiereihof und Stiftsgarten

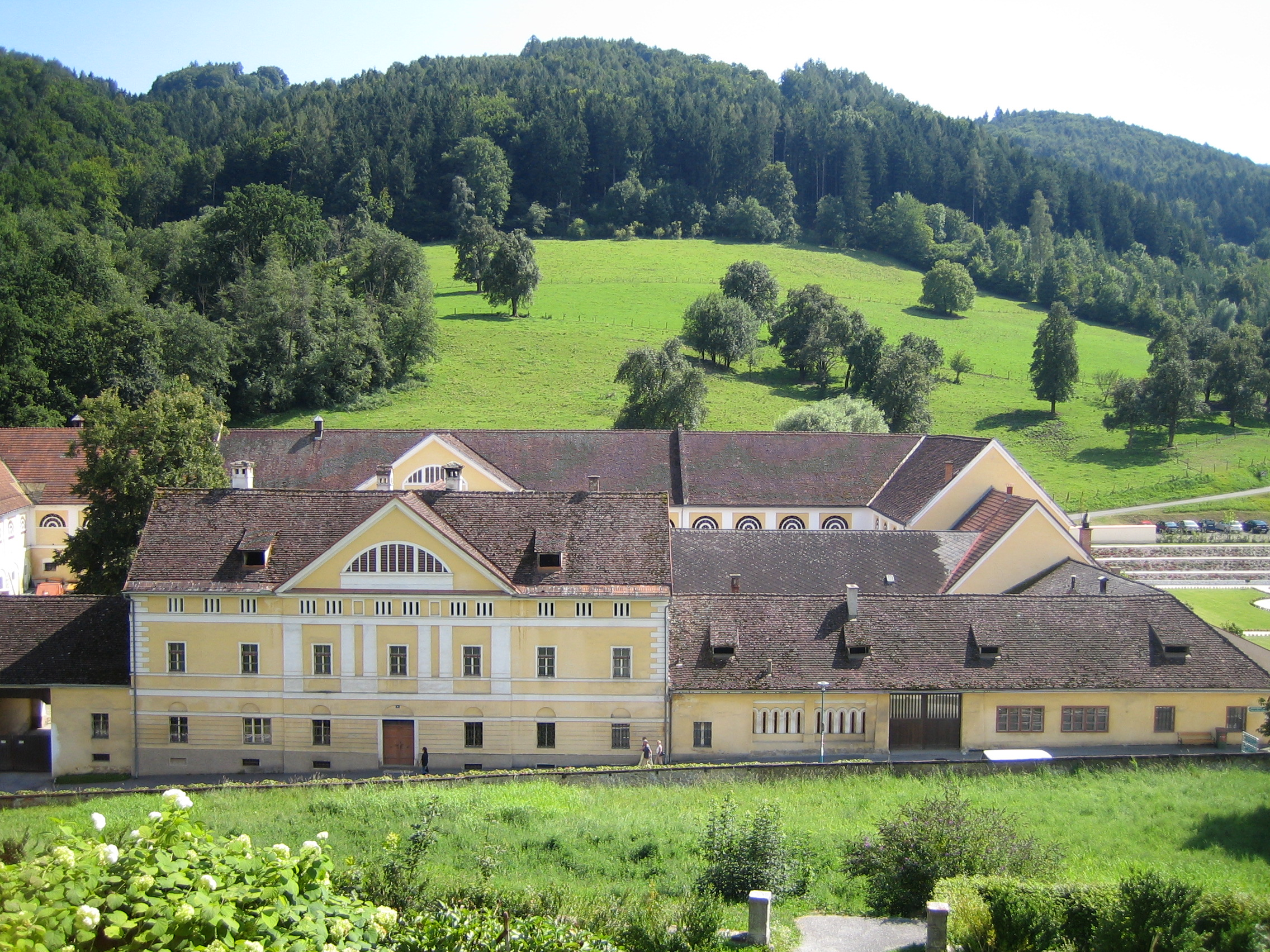
Meiereihof, vom Stiftshügel aus gesehen. Rechts davon schließt sich die Gartenanlage an.

Außerhalb der Stiftsmauern befindet sich südlich der am Hauptportal vorbeiführenden Straße der Meiereihof des Stifts. Der stattliche Gebäudekomplex im Biedermeierstil wurde ab 1840 errichtet, seine vier zweigeschoßigen Flügel, die später durch Einbauten ergänzt wurden, umschließen den nicht ganz regelmäßigen rechteckigen Innenhof.
Geplant und ausgeführt wurden die Wirtschaftsgebäude von dem aus Udine stammenden Baumeister Pietro Rudolfi, der zuvor bereits 1815/16 auch die westlich des Meiereihofs befindliche, heute von einer Mauer umschlossene Gartenanlage gestaltete und die beiden dazugehörigen Stöckel errichten ließ. Die Gartenanlage sowie die beiden durch Lisenen und Gesimsbänder gegliederten Stöckel wurden anlässlich der 2009 stattfindenden Ausstellung aufwändig renoviert. Im südwestlichen der beiden Kleinbauten, dem sogenannten „Lobisserstöckel“, befand sich von 1922 bis 1932 das Atelier des Holzschnittmeisters Switbert Lobisser.

## Pfarren und Filialkirchen

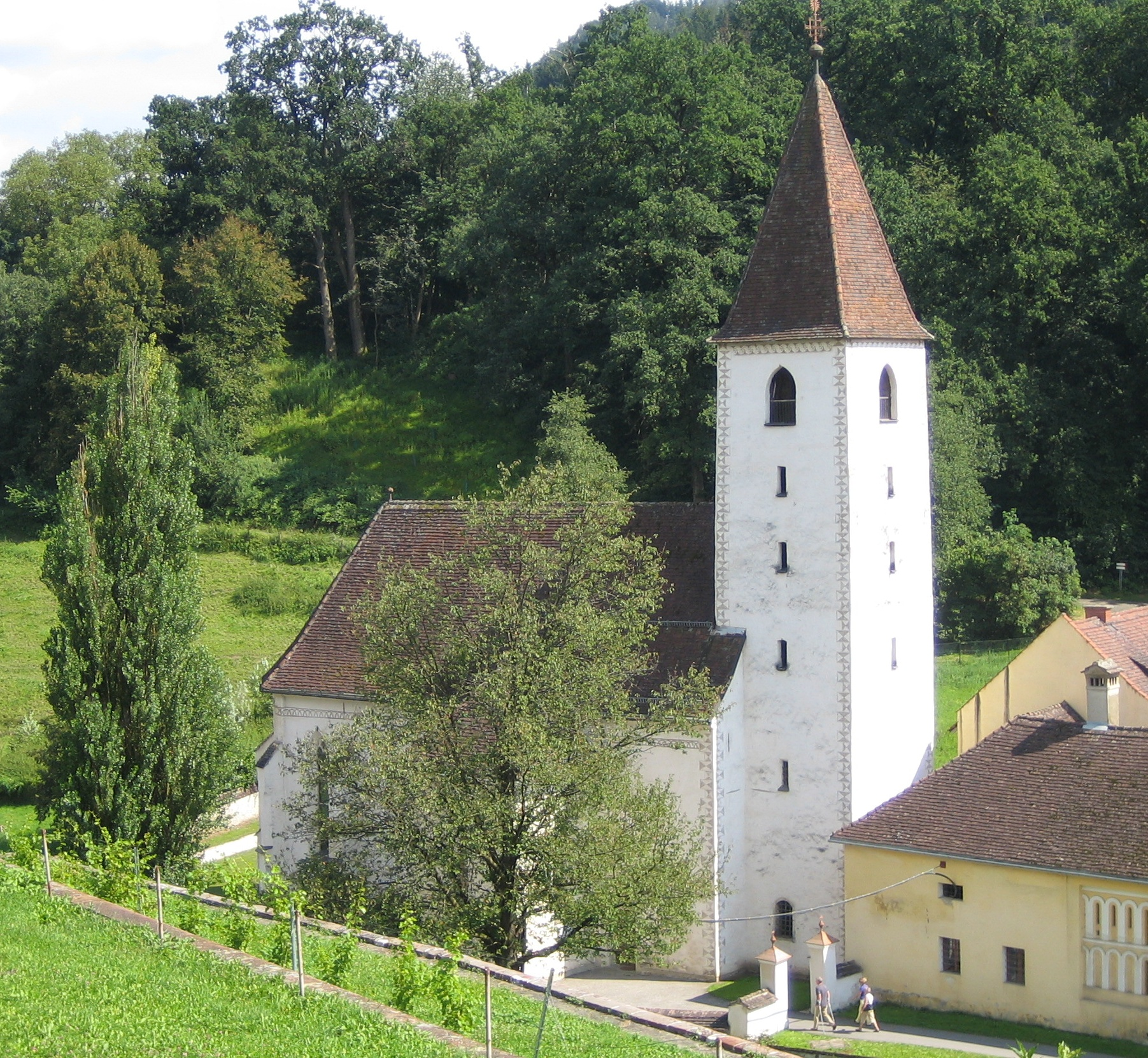
Filialkirche St. Erhard

Zum Stift St. Paul gehören vier inkorporierte Pfarren, die alle dem Dekanat St. Andrä unterstellt sind:
- Die Stiftspfarre St. Paul mit der Stiftskirche sowie sechs Filialkirchen: St. Erhard, Kalvarienbergkirche, Johannesbergkirche, Josefsbergkirche (anstelle der verfallenen Burg Loschenthal errichtet), Weinbergkirche und St. Margarethen.[13]
- Die Pfarre St. Georgen unter Stein mit der gleichnamigen Pfarrkirche sowie der Filialkirche Andersdorf.
- Die Pfarre St. Martin im Granitztal mit der gleichnamigen Pfarrkirche und der Filialkirche St. Nikolaus am Windischen Weinberg.
- Die Pfarre Pustritz mit der Pfarrkirche Maria Heimsuchung.

Die Filialkirche St. Erhard steht am Fuß des Stiftshügels östlich des Meierhofs und gehört somit zum Gebäudeensemble des Stifts.

## Kunstsammlung und Bibliothek

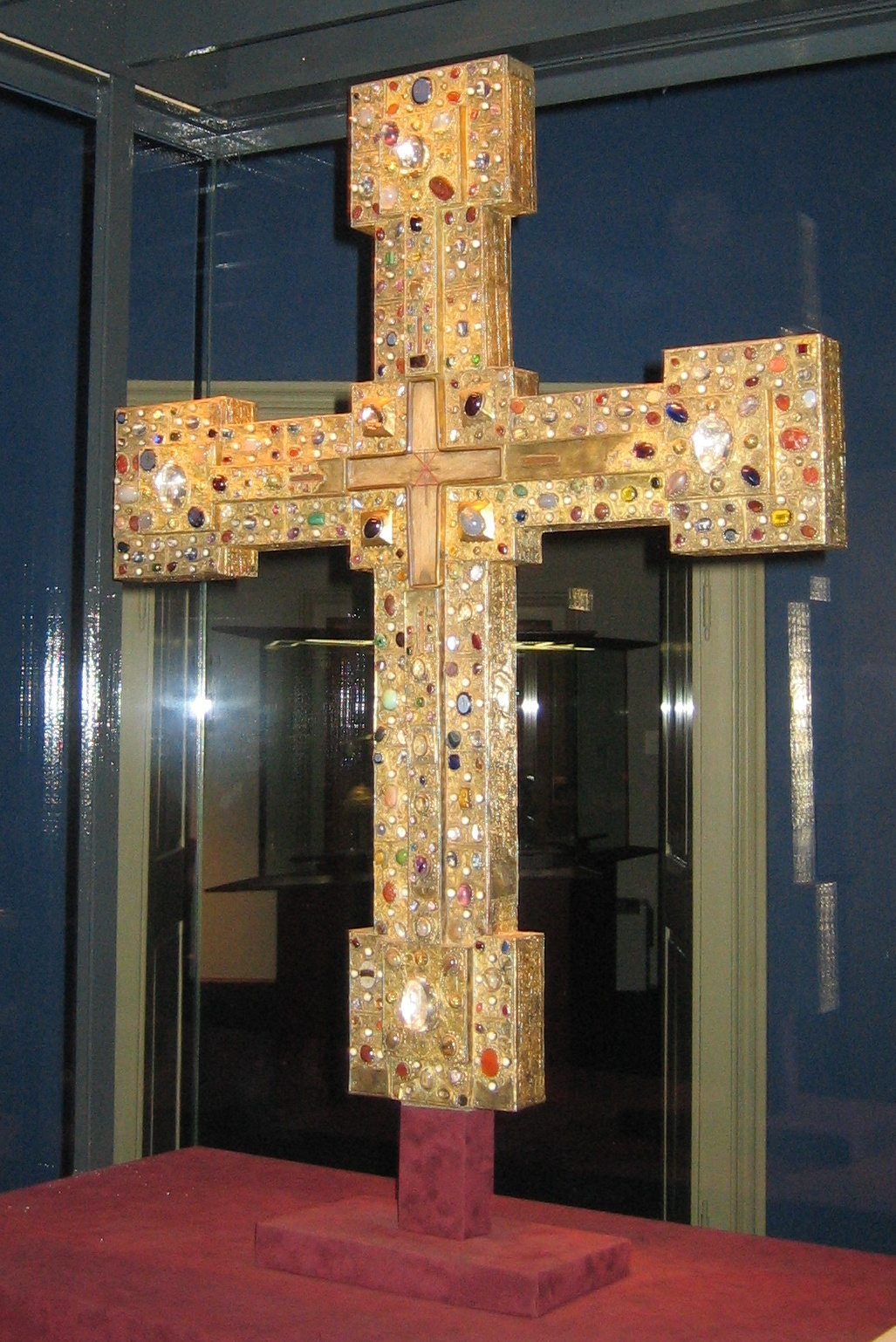
Adelheid-Kreuz (11. bis 12. Jahrhundert)

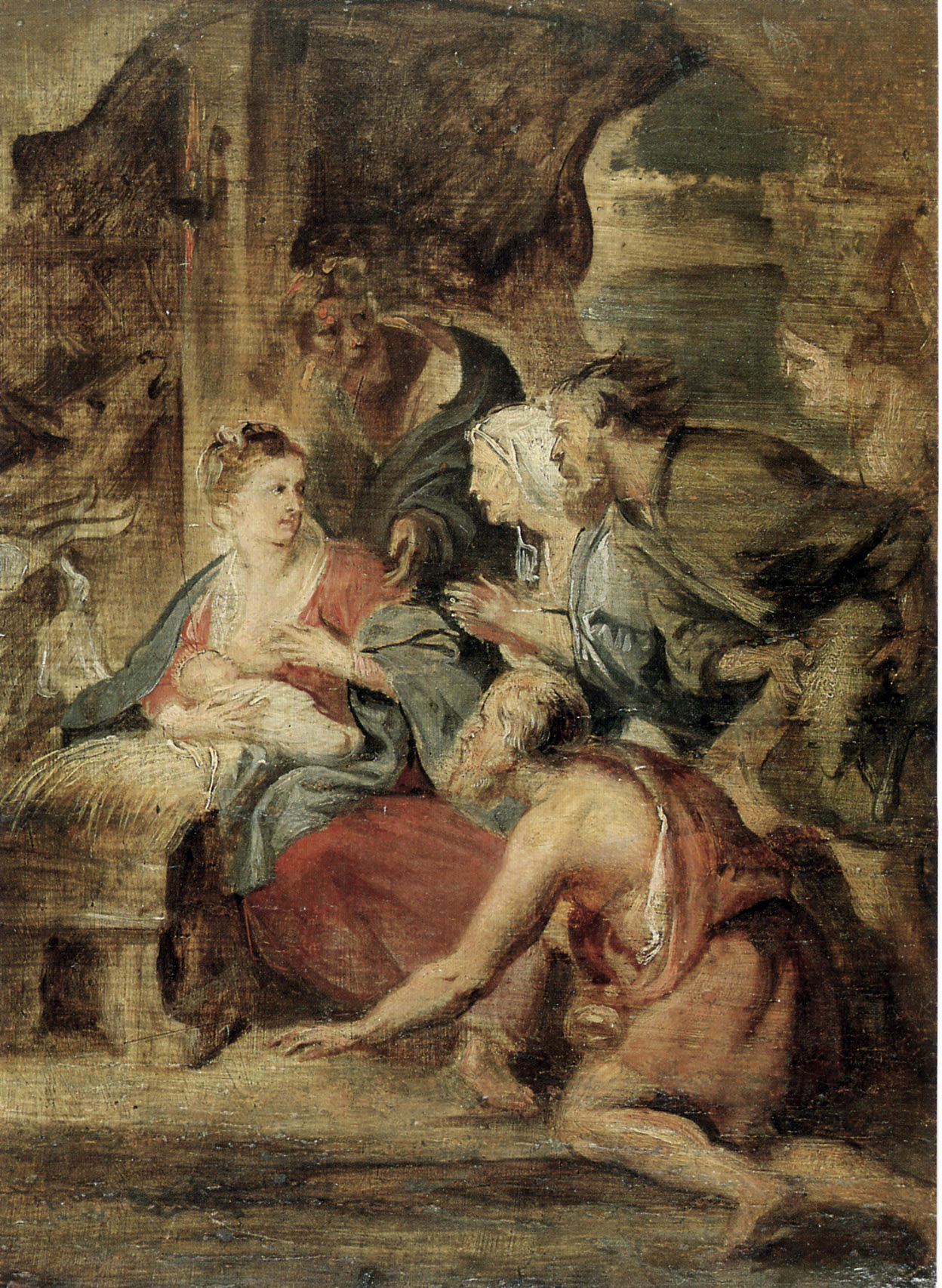
Rubens Anbetung der Hirten (um 1618)

Die Kunstsammlung des Stifts, die großteils aus von St. Blasien nach St. Paul gebrachten Werken besteht, wird überwiegend in den Sälen des Westflügels aufbewahrt.
Zu den liturgischen Schätzen zählen das Adelheid-Kreuz sowie zwei liturgische Gewänder: eine Glockenkasel aus dem zweiten Viertel des 12. Jahrhunderts und ein Pluviale aus dem 13. Jahrhundert.
Die Gemäldesammlung umfasst Werke unter anderem von Peter Paul Rubens, Anthonis van Dyck, Albrecht Dürer, Hans Holbein und dem Kremser Schmidt. Rubens’ um 1618 entstandene Ölskizze Anbetung der Hirten ist das kostbarste Werk dieser Sammlung, das durch seine Werkstatt nach dieser Skizze ausgeführte Altargemälde befindet sich in der Kathedrale von Soissons.
Zu der graphischen Sammlung des Stifts gehören Holzschnitte, Kupferstiche, Radierungen und Lithographien des 15. bis 19. Jahrhunderts aus ganz Europa. Darunter befinden sich auch vier Entwürfe zu einem Totentanz, von denen ein Blatt auf 1656 datiert ist; die grau lavierten Federzeichnungen (25 × 20 cm), denen u. a. wegen ihrer Ähnlichkeit mit dem Totentanz im Franziskanerkloster in Fribourg besondere Bedeutung zukommt, zeigen folgende Personengruppen bei ihrem Auftritt mit dem Tod: „Kaiser und Kaiserin“, „König und Königin“, „Herzog und Herzogin“, „Äbtissin und Nonne“.
Darüber hinaus besitzt das Stift einige wertvolle figural plastische Werke, hiervon besonders erwähnenswert sind ein Elfenbeinrelief aus der Metzer Schule (um 900), das einen silbernen Buchdeckel aus dem Jahr 1440 schmückt, zwei kleine Bronzekruzifixe aus dem 11. und 12. Jahrhundert und ein zweiter silberner Buchdeckel aus der Mitte des 13. Jahrhunderts. Zu den Beständen gehören auch zahlreiche weitere kunsthandwerkliche Arbeiten sowie eine umfangreiche numismatische Sammlung mit etwa 30.000 Medaillen und Münzen.
Die 1683 eingerichtete Bibliothek befand sich unter anderem in einem Raum des nach Osten ziehenden Teils am Südende des Westflügels. An dessen Decke befinden sich zwei kreisförmige Gemälde von Wolfgang Bernhard Veldner, die 1683 angefertigt wurden und die östliche und westliche Hemisphäre darstellen. Sie sind umrahmt von Stuckaturen von Gabriel Wittini. Die Bibliothek, die anlässlich der Ausstellung 2009 großteils in den Kellerräumen untergebracht wurde, umfasst über 180.000 Bände und 4000 Handschriften aus dem 5. bis 18. Jahrhundert. 
Ein Großteil der St. Pauler Bibliothek ging nach der Aufhebung 1787 verloren. Mit der Neubesiedlung des Klosters durch Mönche aus dem Kloster St. Blasien im Südschwarzwald kamen umfangreiche Bibliotheksbestände von dort und aus dem Stift Spital am Pyhrn nach St. Paul. Heute ist die Bibliothek mit ihren wertvollen Handschriften und Drucken eine der bedeutendsten Österreichs. Mit dem Ambrosius-Codex aus dem 5. Jahrhundert, der Hyginus-Handschrift aus dem 10. Jahrhundert, dem St. Blasien-Psalter oder dem Ramsey-Psalter (um 1300) besitzt sie singuläre Zeugnisse spätantiker und mittelalterlicher Schriftkultur. Die aus St. Blasien stammende Gutenbergbibel wurde 1926 in die USA verkauft. Sie wird heute in der Library of Congress ausgestellt.

## Sonderausstellungen
- Vom 26. April bis 8. November 2009 war eine parallele Ausstellung mit dem Werner-Berg-Museum:  Europaausstellung 2009. Macht des Wortes – Benediktinisches Mönchtum im Spiegel Europas.[19][20]

## Stiftsgymnasium

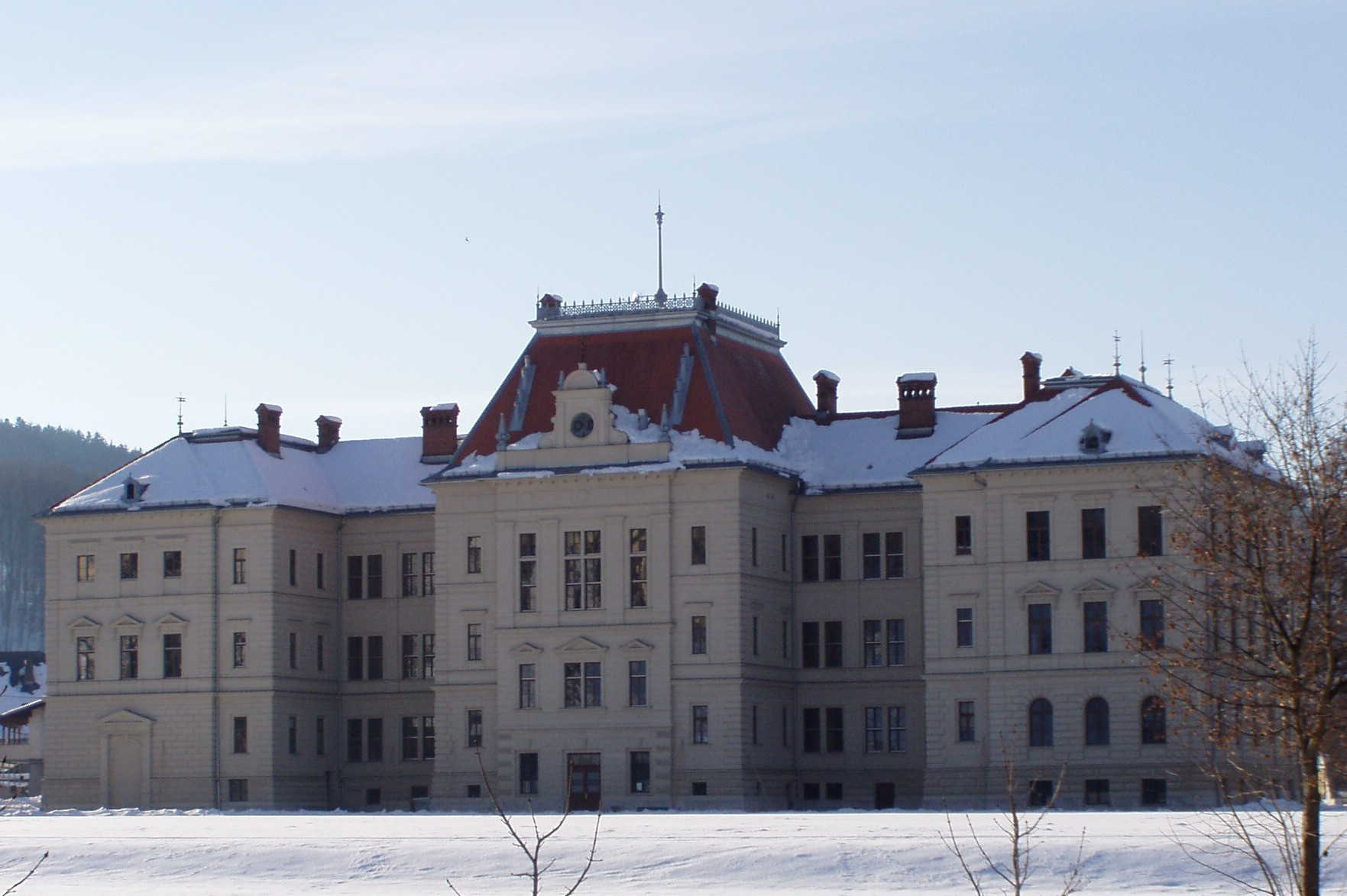
Schulgebäude des Stiftsgymnasiums

Das Stiftsgymnasium der Benediktiner in Sankt Paul ist eine Allgemeinbildende Höhere Schule. Es ging ursprünglich 1777 aus der Lateinschule des Stiftes hervor, nach der Aufhebung des Klosters durch Joseph II. wurde es im Jahr 1809 gleichzeitig mit der Revitalisierung neu gegründet und besteht bis heute als katholisches Privatgymnasium der Benediktiner. Zu den Schülern des Stiftsgymnasiums gehört der Orthopäde Adolf Lorenz (1854–1946), ein Neffe des dort als Abt wirkenden Gregor Ehrlich. Das heutige Schulgebäude wurde im Jahr 1901 errichtet und zuletzt 2001 renoviert.